# IMSA SportsCar Championship 2022
IMSA SportsCar Championship 2022 (IMSA WeatherTech SportsCar Championship 2022) – dziewiąty sezon serii IMSA SportsCar Championship organizowanej przez International Motor Sports Association (IMSA). Rozpoczął się 27 stycznia wyścigiem 24 Hours of Daytona, a zakończył 1 października rywalizacją w wyścigu Petit Le Mans.
Mistrzostwa producentów zdobyli: Acura (DPi), Porsche (GTD Pro) oraz BMW (GTD).
Wśród zespołów triumfowali: Meyer Shank Racing with Curb-Agajanian (DPi), Tower Motorsport (LMP2), CORE Autosport (LMP3), Pfaff Motorsports (GTD Pro) oraz Heart of Racing Team (GTD).
Mistrzostwa kierowców zdobyli: Tom Blomqvist i Oliver Jarvis (DPi), John Farano (LMP2), Jon Bennett i Colin Braun (LMP3), Matt Campbell oraz  Mathieu Jaminet (GTD Pro) i Roman De Angelis (GTD).

## Klasy
Prototypy:
- Daytona Prototype international (DPi)
- Le Mans Prototype 2 (LMP2)
- Le Mans Prototype 3 (LMP3)

Samochody GT:
- GT Daytona Pro (GTD Pro)
- GT Daytona (GTD)

W tym sezonie zadebiutowała klasa GT Daytona Pro, która zastąpiła klasę GT Le Mans. Nowa kategoria oparła się na regulacjach FIA GT3. W ramach niej rywalizowały zespoły producenckie jak i prywatne zespoły z profesjonalnymi załogami.
Był to ostatni sezon dla klasy Daytona Prototype International. W kolejnym sezonie nową najwyższą klasą będzie Grand Touring Prototype (GTP) i rywalizować w niej będą samochody Le Mans Daytona hybrid (LMDh) oraz Le Mans Hypercar (LMH).

## Kalendarz
Kalendarz został opublikowany 6 sierpnia 2021 roku.
| Runda | Wyścig                                   | Długość            | Klasy                   | Tor                             | Lokalizacja             | Termin         |
| ----- | ---------------------------------------- | ------------------ | ----------------------- | ------------------------------- | ----------------------- | -------------- |
| WK    | Motul Pole Award 100                     | 1 godzina 40 minut | Wszystkie               | Daytona International Speedway  | Daytona Beach, Floryda  | 23 stycznia    |
| 1     | Rolex 24 at Daytona                      | 24 godziny         | Wszystkie               | Daytona International Speedway  | Daytona Beach, Floryda  | 29-30 stycznia |
| 2     | Mobil 1 Twelve Hours of Sebring          | 12 godzin          | Wszystkie               | Sebring International Raceway   | Sebring, Floryda        | 19 marca       |
| 3     | Acura Grand Prix of Long Beach           | 1 godzina 40 minut | DPi, GTD Pro, GTD       | Long Beach Street Circuit       | Long Beach, Kalifornia  | 9 kwietnia     |
| 4     | Hyundai Monterey Sports Car Championship | 2 godziny 40 minut | DPi, LMP2, GTD Pro, GTD | WeatherTech Raceway Laguna Seca | Monterey, Kalifornia    | 1 maja         |
| 5     | Lexus Grand Prix at Mid-Ohio             | 2 godziny 40 minut | DPi, LMP2, LMP3, GTD    | Mid-Ohio Sports Car Course      | Lexington, Ohio         | 15 maja        |
| 6     | Detroit Grand Prix                       | 1 godzina 40 minut | DPi, GTD                | The Raceway on Belle Isle       | Detroit, Michigan       | 4 czerwca      |
| 7     | Sahlen's Six Hours of The Glen           | 6 godzin           | Wszystkie               | Watkins Glen International      | Watkins Glen, Nowy Jork | 26 czerwca     |
| 8     | Chevrolet Grand Prix                     | 2 godziny 40 minut | DPi, LMP3, GTD Pro, GTD | Canadian Tire Motorsport Park   | Bowmanville, Ontario    | 3 lipca        |
| 9     | Northeast Grand Prix                     | 2 godziny 40 minut | GTD Pro, GTD            | Lime Rock Park                  | Lakeville, Connecticut  | 16 lipca       |
| 10    | IMSA Fastlane SportsCar Weekend          | 2 godziny 40 minut | Wszystkie               | Road America                    | Elkhart Lake, Wisconsin | 7 sierpnia     |
| 11    | Michelin GT Challenge at VIR             | 2 godziny 40 minut | GTD Pro, GTD            | Virginia International Raceway  | Alton, Wirginia         | 28 sierpnia    |
| 12    | Motul Petit Le Mans                      | 10 godzin          | Wszystkie               | Michelin Raceway Road Atlanta   | Braselton, Georgia      | 1 października |

| Legenda                                |
| -------------------------------------- |
| Wyścig w ramach Michelin Endurance Cup |
| Wyścig w ramach WeatherTech Sprint Cup |

## Lista startowa

### Daytona Prototype International (DPi)
| Zespół                                 | Samochód         | Silnik                      | Nr | Kierowcy             | Rundy       | Źródła                             |
| -------------------------------------- | ---------------- | --------------------------- | -- | -------------------- | ----------- | ---------------------------------- |
| Cadillac Racing                        | Cadillac DPi-V.R | Cadillac 5.5 L V8           | 01 | Sébastien Bourdais   | Wszystkie   | [ 10 ] [ 11 ] [ 12 ] [ 13 ] [ 14 ] |
| Cadillac Racing                        | Cadillac DPi-V.R | Cadillac 5.5 L V8           | 01 | Renger van der Zande | Wszystkie   | [ 10 ] [ 11 ] [ 12 ] [ 13 ] [ 14 ] |
| Cadillac Racing                        | Cadillac DPi-V.R | Cadillac 5.5 L V8           | 01 | Scott Dixon          | 1, 12       | [ 10 ] [ 11 ] [ 12 ] [ 13 ] [ 14 ] |
| Cadillac Racing                        | Cadillac DPi-V.R | Cadillac 5.5 L V8           | 01 | Alex Palou           | 1           | [ 10 ] [ 11 ] [ 12 ] [ 13 ] [ 14 ] |
| Cadillac Racing                        | Cadillac DPi-V.R | Cadillac 5.5 L V8           | 01 | Ryan Hunter-Reay     | 2           | [ 10 ] [ 11 ] [ 12 ] [ 13 ] [ 14 ] |
| Cadillac Racing                        | Cadillac DPi-V.R | Cadillac 5.5 L V8           | 02 | Earl Bamber          | Wszystkie   | [ 10 ] [ 11 ] [ 12 ] [ 13 ] [ 14 ] |
| Cadillac Racing                        | Cadillac DPi-V.R | Cadillac 5.5 L V8           | 02 | Alex Lynn            | Wszystkie   | [ 10 ] [ 11 ] [ 12 ] [ 13 ] [ 14 ] |
| Cadillac Racing                        | Cadillac DPi-V.R | Cadillac 5.5 L V8           | 02 | Kevin Magnussen      | 1           | [ 10 ] [ 11 ] [ 12 ] [ 13 ] [ 14 ] |
| Cadillac Racing                        | Cadillac DPi-V.R | Cadillac 5.5 L V8           | 02 | Marcus Ericsson      | 1           | [ 10 ] [ 11 ] [ 12 ] [ 13 ] [ 14 ] |
| Cadillac Racing                        | Cadillac DPi-V.R | Cadillac 5.5 L V8           | 02 | Neel Jani            | 2           | [ 10 ] [ 11 ] [ 12 ] [ 13 ] [ 14 ] |
| Cadillac Racing                        | Cadillac DPi-V.R | Cadillac 5.5 L V8           | 02 | Ryan Hunter-Reay     | 12          | [ 10 ] [ 11 ] [ 12 ] [ 13 ] [ 14 ] |
| JDC-Miller Motorsports                 | Cadillac DPi-V.R | Cadillac 5.5 L V8           | 5  | Richard Westbrook    | Wszystkie   | [ 15 ] [ 16 ]                      |
| JDC-Miller Motorsports                 | Cadillac DPi-V.R | Cadillac 5.5 L V8           | 5  | Tristan Vautier      | Wszystkie   | [ 15 ] [ 16 ]                      |
| JDC-Miller Motorsports                 | Cadillac DPi-V.R | Cadillac 5.5 L V8           | 5  | Loïc Duval           | 1–2, 7, 12  | [ 15 ] [ 16 ]                      |
| JDC-Miller Motorsports                 | Cadillac DPi-V.R | Cadillac 5.5 L V8           | 5  | Ben Keating          | 1           | [ 15 ] [ 16 ]                      |
| Konica Minolta Acura                   | Acura ARX-05     | Acura AR35TT 3.5 L Turbo V6 | 10 | Filipe Albuquerque   | Wszystkie   | [ 17 ] [ 18 ] [ 19 ] [ 13 ] [ 20 ] |
| Konica Minolta Acura                   | Acura ARX-05     | Acura AR35TT 3.5 L Turbo V6 | 10 | Ricky Taylor         | Wszystkie   | [ 17 ] [ 18 ] [ 19 ] [ 13 ] [ 20 ] |
| Konica Minolta Acura                   | Acura ARX-05     | Acura AR35TT 3.5 L Turbo V6 | 10 | Will Stevens         | 1–2         | [ 17 ] [ 18 ] [ 19 ] [ 13 ] [ 20 ] |
| Konica Minolta Acura                   | Acura ARX-05     | Acura AR35TT 3.5 L Turbo V6 | 10 | Alexander Rossi      | 1           | [ 17 ] [ 18 ] [ 19 ] [ 13 ] [ 20 ] |
| Konica Minolta Acura                   | Acura ARX-05     | Acura AR35TT 3.5 L Turbo V6 | 10 | Brendon Hartley      | 12          | [ 17 ] [ 18 ] [ 19 ] [ 13 ] [ 20 ] |
| Whelen Engineering Racing              | Cadillac DPi-V.R | Cadillac 5.5 L V8           | 31 | Pipo Derani          | Wszystkie   | [ 21 ] [ 22 ] [ 23 ]               |
| Whelen Engineering Racing              | Cadillac DPi-V.R | Cadillac 5.5 L V8           | 31 | Tristan Nunez        | 1–5         | [ 21 ] [ 22 ] [ 23 ]               |
| Whelen Engineering Racing              | Cadillac DPi-V.R | Cadillac 5.5 L V8           | 31 | Olivier Pla          | 6–8, 10, 12 | [ 21 ] [ 22 ] [ 23 ]               |
| Whelen Engineering Racing              | Cadillac DPi-V.R | Cadillac 5.5 L V8           | 31 | Mike Conway          | 1–2, 7, 12  | [ 21 ] [ 22 ] [ 23 ]               |
| Ally Cadillac                          | Cadillac DPi-V.R | Cadillac 5.5 L V8           | 48 | Kamui Kobayashi      | 1–2, 7, 12  | [ 24 ] [ 13 ]                      |
| Ally Cadillac                          | Cadillac DPi-V.R | Cadillac 5.5 L V8           | 48 | Mike Rockenfeller    | 1–2, 7, 12  | [ 24 ] [ 13 ]                      |
| Ally Cadillac                          | Cadillac DPi-V.R | Cadillac 5.5 L V8           | 48 | Jimmie Johnson       | 1, 7, 12    | [ 24 ] [ 13 ]                      |
| Ally Cadillac                          | Cadillac DPi-V.R | Cadillac 5.5 L V8           | 48 | José María López     | 1–2         | [ 24 ] [ 13 ]                      |
| Meyer Shank Racing with Curb-Agajanian | Acura ARX-05     | Acura AR35TT 3.5 L Turbo V6 | 60 | Tom Blomqvist        | Wszystkie   | [ 25 ] [ 26 ] [ 27 ] [ 28 ] [ 13 ] |
| Meyer Shank Racing with Curb-Agajanian | Acura ARX-05     | Acura AR35TT 3.5 L Turbo V6 | 60 | Oliver Jarvis        | Wszystkie   | [ 25 ] [ 26 ] [ 27 ] [ 28 ] [ 13 ] |
| Meyer Shank Racing with Curb-Agajanian | Acura ARX-05     | Acura AR35TT 3.5 L Turbo V6 | 60 | Hélio Castroneves    | 1, 12       | [ 25 ] [ 26 ] [ 27 ] [ 28 ] [ 13 ] |
| Meyer Shank Racing with Curb-Agajanian | Acura ARX-05     | Acura AR35TT 3.5 L Turbo V6 | 60 | Simon Pagenaud       | 1           | [ 25 ] [ 26 ] [ 27 ] [ 28 ] [ 13 ] |
| Meyer Shank Racing with Curb-Agajanian | Acura ARX-05     | Acura AR35TT 3.5 L Turbo V6 | 60 | Stoffel Vandoorne    | 2           | [ 25 ] [ 26 ] [ 27 ] [ 28 ] [ 13 ] |
| Listy startowe:                        |                  |                             |    |                      |             |                                    |

### Le Mans Prototype 2 (LMP2)
Zgodnie z regulacjami LMP2 z 2017 roku, wszystkie samochody korzystały z silnika Gibson GK428 V8.
| Zespół                    | Samochód | Nr | Kierowcy            | Rundy             | Źródła                      |
| ------------------------- | -------- | -- | ------------------- | ----------------- | --------------------------- |
| Tower Motorsport          | Oreca 07 | 8  | John Farano         | Wszystkie         | [ 40 ] [ 13 ]               |
| Tower Motorsport          | Oreca 07 | 8  | Louis Delétraz      | 1–2, 4, 7, 10, 12 | [ 40 ] [ 13 ]               |
| Tower Motorsport          | Oreca 07 | 8  | Rui Andrade         | 1–2, 7, 12        | [ 40 ] [ 13 ]               |
| Tower Motorsport          | Oreca 07 | 8  | Ferdinand Habsburg  | 1                 | [ 40 ] [ 13 ]               |
| Tower Motorsport          | Oreca 07 | 8  | Will Stevens        | 5                 | [ 40 ] [ 13 ]               |
| PR1/Mathiasen Motorsports | Oreca 07 | 11 | Steven Thomas       | Wszystkie         | [ 41 ] [ 42 ] [ 43 ]        |
| PR1/Mathiasen Motorsports | Oreca 07 | 11 | Jonathan Bomarito   | 1–2, 4–5, 7       | [ 41 ] [ 42 ] [ 43 ]        |
| PR1/Mathiasen Motorsports | Oreca 07 | 11 | Josh Pierson        | 1–2, 7, 12        | [ 41 ] [ 42 ] [ 43 ]        |
| PR1/Mathiasen Motorsports | Oreca 07 | 11 | Tristan Nunez       | 10, 12            | [ 41 ] [ 42 ] [ 43 ]        |
| PR1/Mathiasen Motorsports | Oreca 07 | 11 | Harry Tincknell     | 1                 | [ 41 ] [ 42 ] [ 43 ]        |
| PR1/Mathiasen Motorsports | Oreca 07 | 52 | Scott Huffaker      | 1–2, 7, 12        | [ 41 ] [ 42 ] [ 43 ]        |
| PR1/Mathiasen Motorsports | Oreca 07 | 52 | Mikkel Jensen       | 1–2, 7, 12        | [ 41 ] [ 42 ] [ 43 ]        |
| PR1/Mathiasen Motorsports | Oreca 07 | 52 | Ben Keating         | 1–2, 7, 12        | [ 41 ] [ 42 ] [ 43 ]        |
| PR1/Mathiasen Motorsports | Oreca 07 | 52 | Josh Pierson        | 4–5, 10           | [ 41 ] [ 42 ] [ 43 ]        |
| PR1/Mathiasen Motorsports | Oreca 07 | 52 | Patrick Kelly       | 4–5, 10           | [ 41 ] [ 42 ] [ 43 ]        |
| PR1/Mathiasen Motorsports | Oreca 07 | 52 | Nicolas Lapierre    | 1                 | [ 41 ] [ 42 ] [ 43 ]        |
| Era Motorsport            | Oreca 07 | 18 | Ryan Dalziel        | Wszystkie         | [ 44 ] [ 45 ] [ 13 ] [ 46 ] |
| Era Motorsport            | Oreca 07 | 18 | Dwight Merriman     | Wszystkie         | [ 44 ] [ 45 ] [ 13 ] [ 46 ] |
| Era Motorsport            | Oreca 07 | 18 | Kyle Tilley         | 1–2, 7            | [ 44 ] [ 45 ] [ 13 ] [ 46 ] |
| Era Motorsport            | Oreca 07 | 18 | Paul-Loup Chatin    | 1                 | [ 44 ] [ 45 ] [ 13 ] [ 46 ] |
| Era Motorsport            | Oreca 07 | 18 | Christian Rasmussen | 12                | [ 44 ] [ 45 ] [ 13 ] [ 46 ] |
| High Class Racing         | Oreca 07 | 20 | Dennis Andersen     | Wszystkie         | [ 47 ] [ 48 ] [ 49 ] [ 13 ] |
| High Class Racing         | Oreca 07 | 20 | Anders Fjordbach    | 1–2, 4–5, 7, 12   | [ 47 ] [ 48 ] [ 49 ] [ 13 ] |
| High Class Racing         | Oreca 07 | 20 | Fabio Scherer       | 1–2, 7, 10, 12    | [ 47 ] [ 48 ] [ 49 ] [ 13 ] |
| High Class Racing         | Oreca 07 | 20 | Nico Müller         | 1                 | [ 47 ] [ 48 ] [ 49 ] [ 13 ] |
| United Autosports         | Oreca 07 | 22 | James McGuire       | 1–2               | [ 50 ] [ 51 ] [ 52 ] [ 13 ] |
| United Autosports         | Oreca 07 | 22 | Guy Smith           | 1–2               | [ 50 ] [ 51 ] [ 52 ] [ 13 ] |
| United Autosports         | Oreca 07 | 22 | Will Owen           | 1                 | [ 50 ] [ 51 ] [ 52 ] [ 13 ] |
| United Autosports         | Oreca 07 | 22 | Philip Hanson       | 1                 | [ 50 ] [ 51 ] [ 52 ] [ 13 ] |
| United Autosports         | Oreca 07 | 22 | Duncan Tappy        | 2                 | [ 50 ] [ 51 ] [ 52 ] [ 13 ] |
| Racing Team Nederland     | Oreca 07 | 29 | Frits van Eerd      | 1–2, 7            | [ 53 ] [ 54 ] [ 13 ]        |
| Racing Team Nederland     | Oreca 07 | 29 | Giedo van der Garde | 1–2, 7            | [ 53 ] [ 54 ] [ 13 ]        |
| Racing Team Nederland     | Oreca 07 | 29 | Dylan Murry         | 1–2, 7            | [ 53 ] [ 54 ] [ 13 ]        |
| Racing Team Nederland     | Oreca 07 | 29 | Rinus VeeKay        | 1                 | [ 53 ] [ 54 ] [ 13 ]        |
| G-Drive Racing by APR     | Oreca 07 | 68 | François Heriau     | 1                 | [ 55 ] [ 56 ] [ 57 ] [ 13 ] |
| G-Drive Racing by APR     | Oreca 07 | 68 | Ed Jones            | 1                 | [ 55 ] [ 56 ] [ 57 ] [ 13 ] |
| G-Drive Racing by APR     | Oreca 07 | 68 | Oliver Rasmussen    | 1                 | [ 55 ] [ 56 ] [ 57 ] [ 13 ] |
| G-Drive Racing by APR     | Oreca 07 | 68 | René Rast           | 1                 | [ 55 ] [ 56 ] [ 57 ] [ 13 ] |
| G-Drive Racing by APR     | Oreca 07 | 69 | James Allen         | 1                 | [ 55 ] [ 56 ] [ 57 ] [ 13 ] |
| G-Drive Racing by APR     | Oreca 07 | 69 | John Falb           | 1                 | [ 55 ] [ 56 ] [ 57 ] [ 13 ] |
| G-Drive Racing by APR     | Oreca 07 | 69 | Luca Ghiotto        | 1                 | [ 55 ] [ 56 ] [ 57 ] [ 13 ] |
| G-Drive Racing by APR     | Oreca 07 | 69 | Tijmen van der Helm | 1                 | [ 55 ] [ 56 ] [ 57 ] [ 13 ] |
| DragonSpeed USA           | Oreca 07 | 81 | Henrik Hedman       | 2, 4–5, 7, 10, 12 | [ 58 ] [ 59 ]               |
| DragonSpeed USA           | Oreca 07 | 81 | Juan Pablo Montoya  | 2, 4–5, 7, 10, 12 | [ 58 ] [ 59 ]               |
| DragonSpeed USA           | Oreca 07 | 81 | Sebastián Montoya   | 2, 7, 12          | [ 58 ] [ 59 ]               |
| DragonSpeed USA           | Oreca 07 | 81 | Devlin DeFrancesco  | 1                 | [ 58 ] [ 59 ]               |
| DragonSpeed USA           | Oreca 07 | 81 | Colton Herta        | 1                 | [ 58 ] [ 59 ]               |
| DragonSpeed USA           | Oreca 07 | 81 | Eric Lux            | 1                 | [ 58 ] [ 59 ]               |
| DragonSpeed USA           | Oreca 07 | 81 | Pato O'Ward         | 1                 | [ 58 ] [ 59 ]               |
| Listy startowe:           |          |    |                     |                   |                             |

### Le Mans Prototype 3 (LMP3)
Zgodnie z regulacjami LMP3 z 2020 roku wszystkie samochody korzystały z silnika Nissan VK56DE 5.6L V8.
| Zespół                       | Samochód           | Nr | Kierowcy          | Rundy             | Źródła        |
| ---------------------------- | ------------------ | -- | ----------------- | ----------------- | ------------- |
| Mühlner Motorsports America  | Duqueine M30 - D08 | 6  | Ugo de Wilde      | 2, 7              | [ 61 ]        |
| Mühlner Motorsports America  | Duqueine M30 - D08 | 6  | Moritz Kranz      | 1                 | [ 61 ]        |
| Mühlner Motorsports America  | Duqueine M30 - D08 | 6  | Joel Miller       | 1                 | [ 61 ]        |
| Mühlner Motorsports America  | Duqueine M30 - D08 | 6  | Ayrton Ori        | 1                 | [ 61 ]        |
| Mühlner Motorsports America  | Duqueine M30 - D08 | 6  | Efrin Castro      | 1                 | [ 61 ]        |
| Mühlner Motorsports America  | Duqueine M30 - D08 | 6  | Harry Gottsacker  | 2                 | [ 61 ]        |
| Mühlner Motorsports America  | Duqueine M30 - D08 | 6  | Alec Udell        | 2                 | [ 61 ]        |
| Mühlner Motorsports America  | Duqueine M30 - D08 | 6  | Danny Formal      | 7                 | [ 61 ]        |
| Mühlner Motorsports America  | Duqueine M30 - D08 | 6  | Dillon Machavern  | 7                 | [ 61 ]        |
| Mühlner Motorsports America  | Duqueine M30 - D08 | 26 | Charles Crews     | 1                 | [ 61 ]        |
| Mühlner Motorsports America  | Duqueine M30 - D08 | 26 | Cameron Shields   | 1                 | [ 61 ]        |
| Mühlner Motorsports America  | Duqueine M30 - D08 | 26 | Nolan Siegel      | 1                 | [ 61 ]        |
| Mühlner Motorsports America  | Duqueine M30 - D08 | 26 | Ugo de Wilde      | 1                 | [ 61 ]        |
| Forty7 Motorsports           | Duqueine M30 - D08 | 7  | Mark Kvamme       | 1–2               | [ 13 ] [ 62 ] |
| Forty7 Motorsports           | Duqueine M30 - D08 | 7  | Anthony Mantella  | 2, 7              | [ 13 ] [ 62 ] |
| Forty7 Motorsports           | Duqueine M30 - D08 | 7  | Matthew Bell      | 2, 7              | [ 13 ] [ 62 ] |
| Forty7 Motorsports           | Duqueine M30 - D08 | 7  | Antoine Doquin    | 1                 | [ 13 ] [ 62 ] |
| Forty7 Motorsports           | Duqueine M30 - D08 | 7  | Trenton Estep     | 1                 | [ 13 ] [ 62 ] |
| Forty7 Motorsports           | Duqueine M30 - D08 | 7  | Austin McCusker   | 1                 | [ 13 ] [ 62 ] |
| Forty7 Motorsports           | Duqueine M30 - D08 | 7  | Wayne Boyd        | 7                 | [ 13 ] [ 62 ] |
| AWA                          | Duqueine M30 - D08 | 13 | Orey Fidani       | Wszystkie         | [ 63 ]        |
| AWA                          | Duqueine M30 - D08 | 13 | Kuno Wittmer      | 1–2, 5            | [ 63 ]        |
| AWA                          | Duqueine M30 - D08 | 13 | Lars Kern         | 1–2, 7, 12        | [ 63 ]        |
| AWA                          | Duqueine M30 - D08 | 13 | Matthew Bell      | 1, 10, 12         | [ 63 ]        |
| AWA                          | Duqueine M30 - D08 | 13 | Kyle Marcelli     | 7–8               | [ 63 ]        |
| AWA                          | Duqueine M30 - D08 | 76 | Anthony Mantella  | 12                | [ 63 ]        |
| AWA                          | Duqueine M30 - D08 | 76 | Kyle Marcelli     | 12                | [ 63 ]        |
| AWA                          | Duqueine M30 - D08 | 76 | Josh Sarchet      | 12                | [ 63 ]        |
| Jr III Racing                | Ligier JS P320     | 30 | Ari Balogh        | 2, 5, 7–8, 10. 12 | [ 64 ]        |
| Jr III Racing                | Ligier JS P320     | 30 | Garett Grist      | 2, 5, 7–8, 10, 12 | [ 64 ]        |
| Jr III Racing                | Ligier JS P320     | 30 | Nolan Siegel      | 7, 12             | [ 64 ]        |
| Jr III Racing                | Ligier JS P320     | 30 | Dakota Dickerson  | 2                 | [ 64 ]        |
| Sean Creech Motorsport       | Ligier JS P320     | 33 | João Barbosa      | Wszystkie         | [ 65 ]        |
| Sean Creech Motorsport       | Ligier JS P320     | 33 | Lance Willsey     | 1–2, 5, 7–8       | [ 65 ]        |
| Sean Creech Motorsport       | Ligier JS P320     | 33 | Malthe Jakobsen   | 1–2, 7, 10, 12    | [ 65 ]        |
| Sean Creech Motorsport       | Ligier JS P320     | 33 | Sebastian Priaulx | 1                 | [ 65 ]        |
| Sean Creech Motorsport       | Ligier JS P320     | 33 | Nico Pino         | 12                | [ 65 ]        |
| Andretti Autosport           | Ligier JS P320     | 36 | Jarett Andretti   | Wszystkie         | [ 66 ]        |
| Andretti Autosport           | Ligier JS P320     | 36 | Gabby Chaves      | Wszystkie         | [ 66 ]        |
| Andretti Autosport           | Ligier JS P320     | 36 | Josh Burdon       | 1–2, 7, 12        | [ 66 ]        |
| Andretti Autosport           | Ligier JS P320     | 36 | Rasmus Lindh      | 1                 | [ 66 ]        |
| Performance Tech Motorsports | Ligier JS P320     | 38 | Daniel Goldburg   | 1–2, 5, 7, 12     | [ 67 ]        |
| Performance Tech Motorsports | Ligier JS P320     | 38 | Cameron Shields   | 2, 7, 10, 12      | [ 67 ]        |
| Performance Tech Motorsports | Ligier JS P320     | 38 | Rasmus Lindh      | 2, 5, 7           | [ 67 ]        |
| Performance Tech Motorsports | Ligier JS P320     | 38 | Hikaru Abe        | 1                 | [ 67 ]        |
| Performance Tech Motorsports | Ligier JS P320     | 38 | Nico Pino         | 1                 | [ 67 ]        |
| Performance Tech Motorsports | Ligier JS P320     | 38 | Garett Grist      | 1                 | [ 67 ]        |
| Performance Tech Motorsports | Ligier JS P320     | 38 | James French      | 10                | [ 67 ]        |
| Performance Tech Motorsports | Ligier JS P320     | 38 | Tyler Maxson      | 12                | [ 67 ]        |
| FastMD Racing                | Duqueine M30 - D08 | 40 | Max Hanratty      | 2, 7              |               |
| FastMD Racing                | Duqueine M30 - D08 | 40 | James Vance       | 2, 7              |               |
| FastMD Racing                | Duqueine M30 - D08 | 40 | Todd Archer       | 2                 |               |
| FastMD Racing                | Duqueine M30 - D08 | 40 | Nico Varrone      | 7                 |               |
| CORE Autosport               | Ligier JS P320     | 54 | Jon Bennett       | Wszystkie         | [ 68 ]        |
| CORE Autosport               | Ligier JS P320     | 54 | Colin Braun       | Wszystkie         | [ 68 ]        |
| CORE Autosport               | Ligier JS P320     | 54 | George Kurtz      | 1–2, 7, 12        | [ 68 ]        |
| CORE Autosport               | Ligier JS P320     | 54 | Niclas Jönsson    | 1                 | [ 68 ]        |
| MLT Motorsports              | Ligier JS P320     | 58 | Dakota Dickerson  | 5, 7, 10          | [ 69 ]        |
| MLT Motorsports              | Ligier JS P320     | 58 | Josh Sarchet      | 5, 7, 10          | [ 69 ]        |
| MLT Motorsports              | Ligier JS P320     | 58 | Tyler Maxson      | 7                 | [ 69 ]        |
| Riley Motorsports            | Ligier JS P320     | 74 | Gar Robinson      | Wszystkie         | [ 70 ]        |
| Riley Motorsports            | Ligier JS P320     | 74 | Felipe Fraga      | 1–2, 5, 7, 10, 12 | [ 70 ]        |
| Riley Motorsports            | Ligier JS P320     | 74 | Kay van Berlo     | 1–2, 7, 12        | [ 70 ]        |
| Riley Motorsports            | Ligier JS P320     | 74 | Michael Cooper    | 1                 | [ 70 ]        |
| Riley Motorsports            | Ligier JS P320     | 74 | Scott Andrews     | 8                 | [ 70 ]        |
| JDC-Miller Motorsports       | Duqueine M30 - D08 | 90 | Gerry Kraut       | 10                | [ 43 ]        |
| JDC-Miller Motorsports       | Duqueine M30 - D08 | 90 | Scott Andrews     | 10                | [ 43 ]        |
| Listy startowe:              |                    |    |                   |                   |               |

### GT Daytona Pro (GTD Pro)
| Zespół                           | Samochód                     | Silnik                            | Nr | Kierowcy              | Rundy      | Źródła               |
| -------------------------------- | ---------------------------- | --------------------------------- | -- | --------------------- | ---------- | -------------------- |
| KCMG                             | Porsche 911 GT3 R            | Porsche MA1.76/MDG.G 4.0 L Flat-6 | 2  | Alexandre Imperatori  | 1          | [ 71 ] [ 72 ]        |
| KCMG                             | Porsche 911 GT3 R            | Porsche MA1.76/MDG.G 4.0 L Flat-6 | 2  | Dennis Olsen          | 1          | [ 71 ] [ 72 ]        |
| KCMG                             | Porsche 911 GT3 R            | Porsche MA1.76/MDG.G 4.0 L Flat-6 | 2  | Patrick Pilet         | 1          | [ 71 ] [ 72 ]        |
| KCMG                             | Porsche 911 GT3 R            | Porsche MA1.76/MDG.G 4.0 L Flat-6 | 2  | Laurens Vanthoor      | 1          | [ 71 ] [ 72 ]        |
| Corvette Racing                  | Chevrolet Corvette C8.R      | Chevrolet 5.5 L V8                | 3  | Jordan Taylor         | Wszystkie  | [ 73 ] [ 74 ]        |
| Corvette Racing                  | Chevrolet Corvette C8.R      | Chevrolet 5.5 L V8                | 3  | Antonio García        | Wszystkie  | [ 73 ] [ 74 ]        |
| Corvette Racing                  | Chevrolet Corvette C8.R      | Chevrolet 5.5 L V8                | 3  | Nicky Catsburg        | 1–2, 12    | [ 73 ] [ 74 ]        |
| Corvette Racing                  | Chevrolet Corvette C8.R      | Chevrolet 5.5 L V8                | 4  | Tommy Milner          | 1          | [ 73 ] [ 74 ]        |
| Corvette Racing                  | Chevrolet Corvette C8.R      | Chevrolet 5.5 L V8                | 4  | Marco Sørensen        | 1          | [ 73 ] [ 74 ]        |
| Corvette Racing                  | Chevrolet Corvette C8.R      | Chevrolet 5.5 L V8                | 4  | Nick Tandy            | 1          | [ 73 ] [ 74 ]        |
| Pfaff Motorsports                | Porsche 911 GT3 R            | Porsche MA1.76/MDG.G 4.0 L Flat-6 | 9  | Matt Campbell         | Wszystkie  | [ 75 ]               |
| Pfaff Motorsports                | Porsche 911 GT3 R            | Porsche MA1.76/MDG.G 4.0 L Flat-6 | 9  | Mathieu Jaminet       | Wszystkie  | [ 75 ]               |
| Pfaff Motorsports                | Porsche 911 GT3 R            | Porsche MA1.76/MDG.G 4.0 L Flat-6 | 9  | Felipe Nasr           | 1–2, 12    | [ 75 ]               |
| VasserSullivan                   | Lexus RC F GT3               | Toyota 2UR 5.0 L V8               | 14 | Ben Barnicoat         | Wszystkie  | [ 76 ] [ 77 ] [ 78 ] |
| VasserSullivan                   | Lexus RC F GT3               | Toyota 2UR 5.0 L V8               | 14 | Jack Hawksworth       | 1–4, 9–12  | [ 76 ] [ 77 ] [ 78 ] |
| VasserSullivan                   | Lexus RC F GT3               | Toyota 2UR 5.0 L V8               | 14 | Kyle Kirkwood         | 1, 7, 12   | [ 76 ] [ 77 ] [ 78 ] |
| VasserSullivan                   | Lexus RC F GT3               | Toyota 2UR 5.0 L V8               | 14 | Aaron Telitz          | 2          | [ 76 ] [ 77 ] [ 78 ] |
| VasserSullivan                   | Lexus RC F GT3               | Toyota 2UR 5.0 L V8               | 14 | Kamui Kobayashi       | 8          | [ 76 ] [ 77 ] [ 78 ] |
| Proton USA                       | Mercedes-AMG GT3 Evo         | Mercedes-AMG M159 6.2 L V8        | 15 | Dirk Müller           | 1          | [ 79 ] [ 80 ]        |
| Proton USA                       | Mercedes-AMG GT3 Evo         | Mercedes-AMG M159 6.2 L V8        | 15 | Patrick Assenheimer   | 1          | [ 79 ] [ 80 ]        |
| Proton USA                       | Mercedes-AMG GT3 Evo         | Mercedes-AMG M159 6.2 L V8        | 15 | Austin Cindric        | 1          | [ 79 ] [ 80 ]        |
| WeatherTech Racing               | Porsche 911 GT3 R            | Porsche 4.0 L Flat-6              | 79 | Julien Andlauer       | 1–2        | [ 79 ] [ 80 ]        |
| WeatherTech Racing               | Porsche 911 GT3 R            | Porsche 4.0 L Flat-6              | 79 | Cooper MacNeil        | 1–2        | [ 79 ] [ 80 ]        |
| WeatherTech Racing               | Porsche 911 GT3 R            | Porsche 4.0 L Flat-6              | 79 | Alessio Picariello    | 1–2        | [ 79 ] [ 80 ]        |
| WeatherTech Racing               | Porsche 911 GT3 R            | Porsche 4.0 L Flat-6              | 79 | Matteo Cairoli        | 1          | [ 79 ] [ 80 ]        |
| WeatherTech Racing               | Mercedes-AMG GT3 Evo         | Mercedes-AMG M159 6.2 L V8        | 79 | Cooper MacNeil        | 3–4, 7–8   | [ 79 ] [ 80 ]        |
| WeatherTech Racing               | Mercedes-AMG GT3 Evo         | Mercedes-AMG M159 6.2 L V8        | 79 | Daniel Juncadella     | 4, 8       | [ 79 ] [ 80 ]        |
| WeatherTech Racing               | Mercedes-AMG GT3 Evo         | Mercedes-AMG M159 6.2 L V8        | 79 | Mikaël Grenier        | 7, 12      | [ 79 ] [ 80 ]        |
| WeatherTech Racing               | Mercedes-AMG GT3 Evo         | Mercedes-AMG M159 6.2 L V8        | 79 | Raffaele Marciello    | 3          | [ 79 ] [ 80 ]        |
| WeatherTech Racing               | Mercedes-AMG GT3 Evo         | Mercedes-AMG M159 6.2 L V8        | 79 | Maro Engel            | 7          | [ 79 ] [ 80 ]        |
| WeatherTech Racing               | Mercedes-AMG GT3 Evo         | Mercedes-AMG M159 6.2 L V8        | 79 | Maximilian Buhk       | 12         | [ 79 ] [ 80 ]        |
| WeatherTech Racing               | Mercedes-AMG GT3 Evo         | Mercedes-AMG M159 6.2 L V8        | 79 | Maximilian Götz       | 12         | [ 79 ] [ 80 ]        |
| WeatherTech Racing               | Mercedes-AMG GT3 Evo         | Mercedes-AMG M159 6.2 L V8        | 97 | Maro Engel            | 1–2        | [ 79 ] [ 80 ]        |
| WeatherTech Racing               | Mercedes-AMG GT3 Evo         | Mercedes-AMG M159 6.2 L V8        | 97 | Jules Gounon          | 1–2        | [ 79 ] [ 80 ]        |
| WeatherTech Racing               | Mercedes-AMG GT3 Evo         | Mercedes-AMG M159 6.2 L V8        | 97 | Cooper MacNeil        | 1–2        | [ 79 ] [ 80 ]        |
| WeatherTech Racing               | Mercedes-AMG GT3 Evo         | Mercedes-AMG M159 6.2 L V8        | 97 | Daniel Juncadella     | 1          | [ 79 ] [ 80 ]        |
| Heart of Racing Team             | Aston Martin Vantage AMR GT3 | Aston Martin 4.0 L Turbo V8       | 23 | Ross Gunn             | Wszystkie  | [ 81 ]               |
| Heart of Racing Team             | Aston Martin Vantage AMR GT3 | Aston Martin 4.0 L Turbo V8       | 23 | Alex Riberas          | Wszystkie  | [ 81 ]               |
| Heart of Racing Team             | Aston Martin Vantage AMR GT3 | Aston Martin 4.0 L Turbo V8       | 23 | Maxime Martin         | 1–2        | [ 81 ]               |
| Heart of Racing Team             | Aston Martin Vantage AMR GT3 | Aston Martin 4.0 L Turbo V8       | 23 | Tom Gamble            | 12         | [ 81 ]               |
| BMW M Team RLL                   | BMW M4 GT3                   | BMW S58B30T0 3.0 L Twin Turbo I6  | 24 | Philipp Eng           | 1–2        | [ 82 ] [ 83 ] [ 84 ] |
| BMW M Team RLL                   | BMW M4 GT3                   | BMW S58B30T0 3.0 L Twin Turbo I6  | 24 | Marco Wittmann        | 1–2        | [ 82 ] [ 83 ] [ 84 ] |
| BMW M Team RLL                   | BMW M4 GT3                   | BMW S58B30T0 3.0 L Twin Turbo I6  | 24 | Nick Yelloly          | 1–2        | [ 82 ] [ 83 ] [ 84 ] |
| BMW M Team RLL                   | BMW M4 GT3                   | BMW S58B30T0 3.0 L Twin Turbo I6  | 24 | Sheldon van der Linde | 1          | [ 82 ] [ 83 ] [ 84 ] |
| BMW M Team RLL                   | BMW M4 GT3                   | BMW S58B30T0 3.0 L Twin Turbo I6  | 25 | Connor De Phillippi   | Wszystkie  | [ 82 ] [ 83 ] [ 84 ] |
| BMW M Team RLL                   | BMW M4 GT3                   | BMW S58B30T0 3.0 L Twin Turbo I6  | 25 | John Edwards          | Wszystkie  | [ 82 ] [ 83 ] [ 84 ] |
| BMW M Team RLL                   | BMW M4 GT3                   | BMW S58B30T0 3.0 L Twin Turbo I6  | 25 | Augusto Farfus        | 1–2, 7     | [ 82 ] [ 83 ] [ 84 ] |
| BMW M Team RLL                   | BMW M4 GT3                   | BMW S58B30T0 3.0 L Twin Turbo I6  | 25 | Jesse Krohn           | 1, 12      | [ 82 ] [ 83 ] [ 84 ] |
| Risi Competizione                | Ferrari 488 GT3 Evo 2020     | Ferrari F154CB 3.9 L Turbo V8     | 62 | Daniel Serra          | 1–2, 7, 12 | [ 85 ]               |
| Risi Competizione                | Ferrari 488 GT3 Evo 2020     | Ferrari F154CB 3.9 L Turbo V8     | 62 | Davide Rigon          | 1–2, 7, 12 | [ 85 ]               |
| Risi Competizione                | Ferrari 488 GT3 Evo 2020     | Ferrari F154CB 3.9 L Turbo V8     | 62 | James Calado          | 1, 12      | [ 85 ]               |
| Risi Competizione                | Ferrari 488 GT3 Evo 2020     | Ferrari F154CB 3.9 L Turbo V8     | 62 | Alessandro Pier Guidi | 1          | [ 85 ]               |
| Risi Competizione                | Ferrari 488 GT3 Evo 2020     | Ferrari F154CB 3.9 L Turbo V8     | 62 | Edward Cheever        | 2          | [ 85 ]               |
| TR3 Racing                       | Lamborghini Huracán GT3 Evo  | Lamborghini 5.2 L V10             | 63 | Mirko Bortolotti      | 1–2        | [ 86 ] [ 87 ]        |
| TR3 Racing                       | Lamborghini Huracán GT3 Evo  | Lamborghini 5.2 L V10             | 63 | Andrea Caldarelli     | 1–2        | [ 86 ] [ 87 ]        |
| TR3 Racing                       | Lamborghini Huracán GT3 Evo  | Lamborghini 5.2 L V10             | 63 | Marco Mapelli         | 1–2        | [ 86 ] [ 87 ]        |
| TR3 Racing                       | Lamborghini Huracán GT3 Evo  | Lamborghini 5.2 L V10             | 63 | Rolf Ineichen         | 1          | [ 86 ] [ 87 ]        |
| Racers Edge Motorsports with WTR | Acura NSX GT3 Evo 22         | Acura 3.5 L Turbo V6              | 93 | Ashton Harrison-Henry | 2          |                      |
| Racers Edge Motorsports with WTR | Acura NSX GT3 Evo 22         | Acura 3.5 L Turbo V6              | 93 | Kyle Marcelli         | 2          |                      |
| Racers Edge Motorsports with WTR | Acura NSX GT3 Evo 22         | Acura 3.5 L Turbo V6              | 93 | Tom Long              | 2          |                      |
| Listy startowe:                  |                              |                                   |    |                       |            |                      |

### GT Daytona (GTD)
| Zespół                                                 | Samochód                     | Silnik                            | Nr | Kierowcy            | Rundy            | Źródła                  |
| ------------------------------------------------------ | ---------------------------- | --------------------------------- | -- | ------------------- | ---------------- | ----------------------- |
| Paul Miller Racing                                     | BMW M4 GT3                   | BMW S58B30T0 3.0 L Twin Turbo I6  | 1  | Bryan Sellers       | 2–12             | [ 90 ]                  |
| Paul Miller Racing                                     | BMW M4 GT3                   | BMW S58B30T0 3.0 L Twin Turbo I6  | 1  | Madison Snow        | 2–12             | [ 90 ]                  |
| Paul Miller Racing                                     | BMW M4 GT3                   | BMW S58B30T0 3.0 L Twin Turbo I6  | 1  | Erik Johansson      | 2, 7, 12         | [ 90 ]                  |
| VasserSullivan                                         | Lexus RC F GT3               | Toyota 2UR 5.0 L V8               | 12 | Frankie Montecalvo  | Wszystkie        | [ 76 ] [ 91 ] [ 13 ]    |
| VasserSullivan                                         | Lexus RC F GT3               | Toyota 2UR 5.0 L V8               | 12 | Aaron Telitz        | 1, 3–12          | [ 76 ] [ 91 ] [ 13 ]    |
| VasserSullivan                                         | Lexus RC F GT3               | Toyota 2UR 5.0 L V8               | 12 | Richard Heistand    | 1–2, 7, 12       | [ 76 ] [ 91 ] [ 13 ]    |
| VasserSullivan                                         | Lexus RC F GT3               | Toyota 2UR 5.0 L V8               | 12 | Townsend Bell       | 1                | [ 76 ] [ 91 ] [ 13 ]    |
| VasserSullivan                                         | Lexus RC F GT3               | Toyota 2UR 5.0 L V8               | 12 | Scott Andrews       | 2                | [ 76 ] [ 91 ] [ 13 ]    |
| VasserSullivan                                         | Lexus RC F GT3               | Toyota 2UR 5.0 L V8               | 17 | Jack Hawksworth     | 5                | [ 69 ]                  |
| VasserSullivan                                         | Lexus RC F GT3               | Toyota 2UR 5.0 L V8               | 17 | Richard Heistand    | 5                | [ 69 ]                  |
| VasserSullivan                                         | Lexus RC F GT3               | Toyota 2UR 5.0 L V8               | 17 | Ben Barnicoat       | 6                | [ 69 ]                  |
| VasserSullivan                                         | Lexus RC F GT3               | Toyota 2UR 5.0 L V8               | 17 | Kyle Kirkwood       | 6                | [ 69 ]                  |
| Wright Motorsports                                     | Porsche 911 GT3 R            | Porsche MA1.76/MDG.G 4.0 L Flat-6 | 16 | Ryan Hardwick       | 1–7, 9–12        | [ 92 ] [ 93 ]           |
| Wright Motorsports                                     | Porsche 911 GT3 R            | Porsche MA1.76/MDG.G 4.0 L Flat-6 | 16 | Jan Heylen          | 1–7, 9–12        | [ 92 ] [ 93 ]           |
| Wright Motorsports                                     | Porsche 911 GT3 R            | Porsche MA1.76/MDG.G 4.0 L Flat-6 | 16 | Zacharie Robichon   | 1–2, 7, 12       | [ 92 ] [ 93 ]           |
| Wright Motorsports                                     | Porsche 911 GT3 R            | Porsche MA1.76/MDG.G 4.0 L Flat-6 | 16 | Richard Lietz       | 1                | [ 92 ] [ 93 ]           |
| Team TGM                                               | Porsche 911 GT3 R            | Porsche MA1.76/MDG.G 4.0 L Flat-6 | 64 | Ted Giovanis        | 1                | [ 92 ] [ 93 ]           |
| Team TGM                                               | Porsche 911 GT3 R            | Porsche MA1.76/MDG.G 4.0 L Flat-6 | 64 | Hugh Plumb          | 1                | [ 92 ] [ 93 ]           |
| Team TGM                                               | Porsche 911 GT3 R            | Porsche MA1.76/MDG.G 4.0 L Flat-6 | 64 | Matt Plumb          | 1                | [ 92 ] [ 93 ]           |
| Team TGM                                               | Porsche 911 GT3 R            | Porsche MA1.76/MDG.G 4.0 L Flat-6 | 64 | Owen Trinkler       | 1                | [ 92 ] [ 93 ]           |
| TR3 Racing                                             | Lamborghini Huracán GT3 Evo  | Lamborghini 5.2 L V10             | 19 | Giacomo Altoè       | 1                | [ 86 ] [ 87 ]           |
| TR3 Racing                                             | Lamborghini Huracán GT3 Evo  | Lamborghini 5.2 L V10             | 19 | John Megrue         | 1                | [ 86 ] [ 87 ]           |
| TR3 Racing                                             | Lamborghini Huracán GT3 Evo  | Lamborghini 5.2 L V10             | 19 | Jeff Segal          | 1                | [ 86 ] [ 87 ]           |
| TR3 Racing                                             | Lamborghini Huracán GT3 Evo  | Lamborghini 5.2 L V10             | 19 | Bill Sweedler       | 1                | [ 86 ] [ 87 ]           |
| AF Corse                                               | Ferrari 488 GT3 Evo 2020     | Ferrari F154CB 3.9 L Turbo V8     | 21 | Luís Pérez Companc  | 1–2, 7, 12       | [ 94 ]                  |
| AF Corse                                               | Ferrari 488 GT3 Evo 2020     | Ferrari F154CB 3.9 L Turbo V8     | 21 | Simon Mann          | 1–2, 7, 12       | [ 94 ]                  |
| AF Corse                                               | Ferrari 488 GT3 Evo 2020     | Ferrari F154CB 3.9 L Turbo V8     | 21 | Toni Vilander       | 1–2, 7, 12       | [ 94 ]                  |
| AF Corse                                               | Ferrari 488 GT3 Evo 2020     | Ferrari F154CB 3.9 L Turbo V8     | 21 | Nicklas Nielsen     | 1                | [ 94 ]                  |
| Heart of Racing Team                                   | Aston Martin Vantage AMR GT3 | Aston Martin 4.0 L Turbo V8       | 27 | Roman De Angelis    | Wszystkie        | [ 81 ]                  |
| Heart of Racing Team                                   | Aston Martin Vantage AMR GT3 | Aston Martin 4.0 L Turbo V8       | 27 | Maxime Martin       | 3–5, 7–12        | [ 81 ]                  |
| Heart of Racing Team                                   | Aston Martin Vantage AMR GT3 | Aston Martin 4.0 L Turbo V8       | 27 | Ian James           | 1–2, 7, 12       | [ 81 ]                  |
| Heart of Racing Team                                   | Aston Martin Vantage AMR GT3 | Aston Martin 4.0 L Turbo V8       | 27 | Tom Gamble          | 1–2              | [ 81 ]                  |
| Heart of Racing Team                                   | Aston Martin Vantage AMR GT3 | Aston Martin 4.0 L Turbo V8       | 27 | Darren Turner       | 1                | [ 81 ]                  |
| Heart of Racing Team                                   | Aston Martin Vantage AMR GT3 | Aston Martin 4.0 L Turbo V8       | 27 | Ross Gunn           | 6                | [ 81 ]                  |
| Alegra Motorsports                                     | Mercedes-AMG GT3 Evo         | Mercedes-AMG M159 6.2 L V8        | 28 | Michael de Quesada  | 1–2, 4           | [ 95 ]                  |
| Alegra Motorsports                                     | Mercedes-AMG GT3 Evo         | Mercedes-AMG M159 6.2 L V8        | 28 | Daniel Morad        | 1–2, 4           | [ 95 ]                  |
| Alegra Motorsports                                     | Mercedes-AMG GT3 Evo         | Mercedes-AMG M159 6.2 L V8        | 28 | Maximilian Götz     | 1–2              | [ 95 ]                  |
| Alegra Motorsports                                     | Mercedes-AMG GT3 Evo         | Mercedes-AMG M159 6.2 L V8        | 28 | Linus Lundqvist     | 1                | [ 95 ]                  |
| Gilbert Korthoff Motorsports Team Korthoff Motorsports | Mercedes-AMG GT3 Evo         | Mercedes-AMG M159 6.2 L V8        | 32 | Stevan McAleer      | 1–7, 9–12        | [ 96 ] [ 13 ] [ 97 ]    |
| Gilbert Korthoff Motorsports Team Korthoff Motorsports | Mercedes-AMG GT3 Evo         | Mercedes-AMG M159 6.2 L V8        | 32 | Mike Skeen          | 1–3, 5–7, 9–12   | [ 96 ] [ 13 ] [ 97 ]    |
| Gilbert Korthoff Motorsports Team Korthoff Motorsports | Mercedes-AMG GT3 Evo         | Mercedes-AMG M159 6.2 L V8        | 32 | Dirk Müller         | 4, 7, 12         | [ 96 ] [ 13 ] [ 97 ]    |
| Gilbert Korthoff Motorsports Team Korthoff Motorsports | Mercedes-AMG GT3 Evo         | Mercedes-AMG M159 6.2 L V8        | 32 | James Davison       | 1                | [ 96 ] [ 13 ] [ 97 ]    |
| Gilbert Korthoff Motorsports Team Korthoff Motorsports | Mercedes-AMG GT3 Evo         | Mercedes-AMG M159 6.2 L V8        | 32 | Scott Andrews       | 1                | [ 96 ] [ 13 ] [ 97 ]    |
| Gilbert Korthoff Motorsports Team Korthoff Motorsports | Mercedes-AMG GT3 Evo         | Mercedes-AMG M159 6.2 L V8        | 32 | Daniel Juncadella   | 2                | [ 96 ] [ 13 ] [ 97 ]    |
| Gilbert Korthoff Motorsports Team Korthoff Motorsports | Mercedes-AMG GT3 Evo         | Mercedes-AMG M159 6.2 L V8        | 32 | Guy Cosmo           | WK               | [ 96 ] [ 13 ] [ 97 ]    |
| GMG Racing                                             | Porsche 911 GT3 R            | Porsche MA1.76/MDG.G 4.0 L Flat-6 | 34 | Kyle Washington     | 1, 3–4           | [ 13 ]                  |
| GMG Racing                                             | Porsche 911 GT3 R            | Porsche MA1.76/MDG.G 4.0 L Flat-6 | 34 | James Sofronas      | 1, 3–4           | [ 13 ]                  |
| GMG Racing                                             | Porsche 911 GT3 R            | Porsche MA1.76/MDG.G 4.0 L Flat-6 | 34 | Jeroen Bleekemolen  | 1                | [ 13 ]                  |
| GMG Racing                                             | Porsche 911 GT3 R            | Porsche MA1.76/MDG.G 4.0 L Flat-6 | 34 | Klaus Bachler       | 1                | [ 13 ]                  |
| CarBahn Motorsports with Peregrine Racing              | Lamborghini Huracán GT3 Evo  | Lamborghini 5.2 L V10             | 39 | Robert Megennis     | 1–7, 9–12        | [ 99 ]                  |
| CarBahn Motorsports with Peregrine Racing              | Lamborghini Huracán GT3 Evo  | Lamborghini 5.2 L V10             | 39 | Jeff Westphal       | 1–7, 9–12        | [ 99 ]                  |
| CarBahn Motorsports with Peregrine Racing              | Lamborghini Huracán GT3 Evo  | Lamborghini 5.2 L V10             | 39 | Corey Lewis         | 1–2, 7, 12       | [ 99 ]                  |
| CarBahn Motorsports with Peregrine Racing              | Lamborghini Huracán GT3 Evo  | Lamborghini 5.2 L V10             | 39 | Sandy Mitchell      | 1                | [ 99 ]                  |
| NTE Sport/SSR                                          | Lamborghini Huracán GT3 Evo  | Lamborghini 5.2 L V10             | 42 | Jaden Conwright     | 1–2, 4, 7, 10–12 | [ 13 ]                  |
| NTE Sport/SSR                                          | Lamborghini Huracán GT3 Evo  | Lamborghini 5.2 L V10             | 42 | Marco Holzer        | 4, 7, 10–12      | [ 13 ]                  |
| NTE Sport/SSR                                          | Lamborghini Huracán GT3 Evo  | Lamborghini 5.2 L V10             | 42 | Don Yount           | 1–2, 7, 12       | [ 13 ]                  |
| NTE Sport/SSR                                          | Lamborghini Huracán GT3 Evo  | Lamborghini 5.2 L V10             | 42 | Benjamin Hites      | 1                | [ 13 ]                  |
| NTE Sport/SSR                                          | Lamborghini Huracán GT3 Evo  | Lamborghini 5.2 L V10             | 42 | Markus Palttala     | 1                | [ 13 ]                  |
| NTE Sport/SSR                                          | Lamborghini Huracán GT3 Evo  | Lamborghini 5.2 L V10             | 42 | Mateo Llarena       | 2                | [ 13 ]                  |
| Magnus Racing                                          | Aston Martin Vantage AMR GT3 | Aston Martin 4.0 L Turbo V8       | 44 | John Potter         | 1–2, 7, 11–12    | [ 100 ] [ 13 ]          |
| Magnus Racing                                          | Aston Martin Vantage AMR GT3 | Aston Martin 4.0 L Turbo V8       | 44 | Andy Lally          | 1–2, 7, 11–12    | [ 100 ] [ 13 ]          |
| Magnus Racing                                          | Aston Martin Vantage AMR GT3 | Aston Martin 4.0 L Turbo V8       | 44 | Spencer Pumpelly    | 1–2, 7, 12       | [ 100 ] [ 13 ]          |
| Magnus Racing                                          | Aston Martin Vantage AMR GT3 | Aston Martin 4.0 L Turbo V8       | 44 | Jonathan Adam       | 1                | [ 100 ] [ 13 ]          |
| Cetilar Racing                                         | Ferrari 488 GT3 Evo 2020     | Ferrari F154CB 3.9 L Turbo V8     | 47 | Roberto Lacorte     | 1–2, 7, 12       | [ 101 ] [ 46 ]          |
| Cetilar Racing                                         | Ferrari 488 GT3 Evo 2020     | Ferrari F154CB 3.9 L Turbo V8     | 47 | Giorgio Sernagiotto | 1–2, 7, 12       | [ 101 ] [ 46 ]          |
| Cetilar Racing                                         | Ferrari 488 GT3 Evo 2020     | Ferrari F154CB 3.9 L Turbo V8     | 47 | Antonio Fuoco       | 1–2, 7           | [ 101 ] [ 46 ]          |
| Cetilar Racing                                         | Ferrari 488 GT3 Evo 2020     | Ferrari F154CB 3.9 L Turbo V8     | 47 | Alessio Rovera      | 1                | [ 101 ] [ 46 ]          |
| Cetilar Racing                                         | Ferrari 488 GT3 Evo 2020     | Ferrari F154CB 3.9 L Turbo V8     | 47 | Ulysse De Pauw      | 12               | [ 101 ] [ 46 ]          |
| Rick Ware Racing                                       | Acura NSX GT3 Evo 22         | Acura 3.5 L Turbo V6              | 51 | Ryan Eversley       | 3–6, 8–11        | [ 102 ]                 |
| Rick Ware Racing                                       | Acura NSX GT3 Evo 22         | Acura 3.5 L Turbo V6              | 51 | Aidan Read          | 3–6, 8–11        | [ 102 ]                 |
| Winward Racing                                         | Mercedes-AMG GT3 Evo         | Mercedes-AMG M159 6.2 L V8        | 57 | Philip Ellis        | Wszystkie        | [ 13 ]                  |
| Winward Racing                                         | Mercedes-AMG GT3 Evo         | Mercedes-AMG M159 6.2 L V8        | 57 | Russell Ward        | Wszystkie        | [ 13 ]                  |
| Winward Racing                                         | Mercedes-AMG GT3 Evo         | Mercedes-AMG M159 6.2 L V8        | 57 | Mikaël Grenier      | 1                | [ 13 ]                  |
| Winward Racing                                         | Mercedes-AMG GT3 Evo         | Mercedes-AMG M159 6.2 L V8        | 57 | Lucas Auer          | 1                | [ 13 ]                  |
| Winward Racing                                         | Mercedes-AMG GT3 Evo         | Mercedes-AMG M159 6.2 L V8        | 57 | Marvin Dienst       | 2, 7, 12         | [ 13 ]                  |
| Crucial Motorsports                                    | McLaren 720S GT3             | McLaren M840T 4.0L Turbo V8       | 59 | Paul Holton         | 1–3, 7           | [ 103 ] [ 104 ]         |
| Crucial Motorsports                                    | McLaren 720S GT3             | McLaren M840T 4.0L Turbo V8       | 59 | Jon Miller          | 1–3, 7           | [ 103 ] [ 104 ]         |
| Crucial Motorsports                                    | McLaren 720S GT3             | McLaren M840T 4.0L Turbo V8       | 59 | Patrick Gallagher   | 1–2, 7           | [ 103 ] [ 104 ]         |
| Crucial Motorsports                                    | McLaren 720S GT3             | McLaren M840T 4.0L Turbo V8       | 59 | Lance Bergstein     | 1                | [ 103 ] [ 104 ]         |
| Gradient Racing                                        | Acura NSX GT3 Evo 22         | Acura 3.5 L Turbo V6              | 66 | Mario Farnbacher    | 1–3, 7, 12       | [ 104 ]                 |
| Gradient Racing                                        | Acura NSX GT3 Evo 22         | Acura 3.5 L Turbo V6              | 66 | Till Bechtolsheimer | 1–2, 7, 12       | [ 104 ]                 |
| Gradient Racing                                        | Acura NSX GT3 Evo 22         | Acura 3.5 L Turbo V6              | 66 | Kyffin Simpson      | 1–2, 7, 12       | [ 104 ]                 |
| Gradient Racing                                        | Acura NSX GT3 Evo 22         | Acura 3.5 L Turbo V6              | 66 | Marc Miller         | 1, 3             | [ 104 ]                 |
| Inception Racing                                       | McLaren 720S GT3             | McLaren M840T 4.0L Turbo V8       | 70 | Brendan Iribe       | 1–5, 7, 12       | [ 105 ] [ 13 ]          |
| Inception Racing                                       | McLaren 720S GT3             | McLaren M840T 4.0L Turbo V8       | 70 | Jordan Pepper       | 1–2, 5, 7, 12    | [ 105 ] [ 13 ]          |
| Inception Racing                                       | McLaren 720S GT3             | McLaren M840T 4.0L Turbo V8       | 70 | Frederik Schandorff | 1, 3–4           | [ 105 ] [ 13 ]          |
| Inception Racing                                       | McLaren 720S GT3             | McLaren M840T 4.0L Turbo V8       | 70 | Ollie Millroy       | 1–2, 7           | [ 105 ] [ 13 ]          |
| Inception Racing                                       | McLaren 720S GT3             | McLaren M840T 4.0L Turbo V8       | 70 | Sebastian Priaulx   | 12               | [ 105 ] [ 13 ]          |
| T3 Motorsport North America                            | Lamborghini Huracán GT3 Evo  | Lamborghini 5.2 L V10             | 71 | Misha Goikhberg     | 1                | [ 106 ] [ 107 ]         |
| T3 Motorsport North America                            | Lamborghini Huracán GT3 Evo  | Lamborghini 5.2 L V10             | 71 | Mateo Llarena       | 1                | [ 106 ] [ 107 ]         |
| T3 Motorsport North America                            | Lamborghini Huracán GT3 Evo  | Lamborghini 5.2 L V10             | 71 | Maximilian Paul     | 1                | [ 106 ] [ 107 ]         |
| T3 Motorsport North America                            | Lamborghini Huracán GT3 Evo  | Lamborghini 5.2 L V10             | 71 | Franck Perera       | 1                | [ 106 ] [ 107 ]         |
| SunEnergy1                                             | Mercedes-AMG GT3 Evo         | Mercedes-AMG M159 6.2 L V8        | 75 | Kenny Habul         | 1                | [ 13 ]                  |
| SunEnergy1                                             | Mercedes-AMG GT3 Evo         | Mercedes-AMG M159 6.2 L V8        | 75 | Luca Stolz          | 1                | [ 13 ]                  |
| SunEnergy1                                             | Mercedes-AMG GT3 Evo         | Mercedes-AMG M159 6.2 L V8        | 75 | Raffaele Marciello  | 1                | [ 13 ]                  |
| SunEnergy1                                             | Mercedes-AMG GT3 Evo         | Mercedes-AMG M159 6.2 L V8        | 75 | Fabian Schiller     | 1                | [ 13 ]                  |
| WeatherTech Racing                                     | Mercedes-AMG GT3 Evo         | Mercedes-AMG M159 6.2 L V8        | 79 | Cooper MacNeil      | 9–11             | [ 108 ]                 |
| WeatherTech Racing                                     | Mercedes-AMG GT3 Evo         | Mercedes-AMG M159 6.2 L V8        | 79 | Jules Gounon        | 9, 11            | [ 108 ]                 |
| WeatherTech Racing                                     | Mercedes-AMG GT3 Evo         | Mercedes-AMG M159 6.2 L V8        | 79 | Daniel Juncadella   | 10               | [ 108 ]                 |
| Turner Motorsport                                      | BMW M4 GT3                   | BMW S58B30T0 3.0 L Twin Turbo I6  | 96 | Bill Auberlen       | Wszystkie        | [ 109 ] [ 110 ] [ 111 ] |
| Turner Motorsport                                      | BMW M4 GT3                   | BMW S58B30T0 3.0 L Twin Turbo I6  | 96 | Robby Foley         | Wszystkie        | [ 109 ] [ 110 ] [ 111 ] |
| Turner Motorsport                                      | BMW M4 GT3                   | BMW S58B30T0 3.0 L Twin Turbo I6  | 96 | Michael Dinan       | 1–2, 7, 12       | [ 109 ] [ 110 ] [ 111 ] |
| Turner Motorsport                                      | BMW M4 GT3                   | BMW S58B30T0 3.0 L Twin Turbo I6  | 96 | Jens Klingmann      | 1                | [ 109 ] [ 110 ] [ 111 ] |
| Northwest AMR                                          | Aston Martin Vantage AMR GT3 | Aston Martin 4.0 L Turbo V8       | 98 | Paul Dalla Lana     | 1                | [ 112 ] [ 13 ]          |
| Northwest AMR                                          | Aston Martin Vantage AMR GT3 | Aston Martin 4.0 L Turbo V8       | 98 | Nicki Thiim         | 1                | [ 112 ] [ 13 ]          |
| Northwest AMR                                          | Aston Martin Vantage AMR GT3 | Aston Martin 4.0 L Turbo V8       | 98 | Charlie Eastwood    | 1                | [ 112 ] [ 13 ]          |
| Northwest AMR                                          | Aston Martin Vantage AMR GT3 | Aston Martin 4.0 L Turbo V8       | 98 | David Pittard       | 1                | [ 112 ] [ 13 ]          |
| Team Hardpoint                                         | Porsche 911 GT3 R            | Porsche MA1.76/MDG.G 4.0 L Flat-6 | 99 | Rob Ferriol         | 1–4, 7, 11–12    | [ 13 ]                  |
| Team Hardpoint                                         | Porsche 911 GT3 R            | Porsche MA1.76/MDG.G 4.0 L Flat-6 | 99 | Katherine Legge     | 1–4, 7, 11–12    | [ 13 ]                  |
| Team Hardpoint                                         | Porsche 911 GT3 R            | Porsche MA1.76/MDG.G 4.0 L Flat-6 | 99 | Stefan Wilson       | 1–2, 7           | [ 13 ]                  |
| Team Hardpoint                                         | Porsche 911 GT3 R            | Porsche MA1.76/MDG.G 4.0 L Flat-6 | 99 | Nick Boulle         | 1, 12            | [ 13 ]                  |
| Listy startowe:                                        |                              |                                   |    |                     |                  |                         |

## Wyniki
Pogrubienie oznacza zwycięzców wyścigu bez podziału na kategorie.
| Runda | Tor          | Zwycięzcy DPi                                                | Zwycięzcy LMP2                                       | Zwycięzcy LMP3                                         | Zwycięzcy GTD Pro                           | Zwycięzcy GTD                                        | Wyniki              |
| ----- | ------------ | ------------------------------------------------------------ | ---------------------------------------------------- | ------------------------------------------------------ | ------------------------------------------- | ---------------------------------------------------- | ------------------- |
| WK    | Daytona      | #10 Konica Minolta Acura                                     | #52 PR1/Mathiasen Motorsports                        | #36 Andretti Autosport                                 | #63 TR3 Racing                              | #57 Winward Racing                                   | Wyniki szczegółowe  |
| WK    | Daytona      | Filipe Albuquerque Ricky Taylor                              | Mikkel Jensen Ben Keating                            | Jarett Andretti Josh Burdon                            | Andrea Caldarelli Mirko Bortolotti          | Lucas Auer Russell Ward                              | Wyniki szczegółowe  |
| 1     | Daytona      | #60 Meyer Shank Racing w/ Curb-Agajanian                     | #81 DragonSpeed USA                                  | #74 Riley Motorsports                                  | #9 Pfaff Motorsports                        | #16 Wright Motorsports                               | Wyniki szczegółowe  |
| 1     | Daytona      | Tom Blomqvist Hélio Castroneves Oliver Jarvis Simon Pagenaud | Devlin DeFrancesco Colton Herta Eric Lux Pato O'Ward | Kay van Berlo Michael Cooper Felipe Fraga Gar Robinson | Matt Campbell Mathieu Jaminet Felipe Nasr   | Ryan Hardwick Jan Heylen Richard Lietz Zach Robichon | Wyniki szczegółowe  |
| 2     | Sebring      | #02 Cadillac Racing                                          | #52 PR1/Mathiasen Motorsports                        | #33 Sean Creech Motorsport                             | #3 Corvette Racing                          | #47 Cetilar Racing                                   | Kwalifikacje Wyścig |
| 2     | Sebring      | Earl Bamber Alex Lynn Neel Jani                              | Scott Huffaker Mikkel Jensen Ben Keating             | João Barbosa Malthe Jakobsen Lance Willsey             | Nicky Catsburg Antonio García Jordan Taylor | Antonio Fuoco Roberto Lacorte Giorgio Sernagiotto    | Kwalifikacje Wyścig |
| 3     | Long Beach   | #01 Cadillac Racing                                          | –                                                    | –                                                      | #23 Heart of Racing Team                    | #1 Paul Miller Racing                                | Kwalifikacje Wyścig |
| 3     | Long Beach   | Sébastien Bourdais Renger van der Zande                      | –                                                    | –                                                      | Ross Gunn Alex Riberas                      | Bryan Sellers Madison Snow                           | Kwalifikacje Wyścig |
| 4     | Laguna Seca  | #10 Konica Minolta Acura                                     | #8 Tower Motorsport                                  | –                                                      | #9 Pfaff Motorsports                        | #16 Wright Motorsports                               | Kwalifikacje Wyścig |
| 4     | Laguna Seca  | Filipe Albuquerque Ricky Taylor                              | Louis Delétraz John Farano                           | –                                                      | Matt Campbell Mathieu Jaminet               | Ryan Hardwick Jan Heylen                             | Kwalifikacje Wyścig |
| 5     | Mid-Ohio     | #10 Konica Minolta Acura                                     | #81 DragonSpeed USA                                  | #54 CORE Autosport                                     | –                                           | #96 Turner Motorsport                                | Kwalifikacje Wyścig |
| 5     | Mid-Ohio     | Filipe Albuquerque Ricky Taylor                              | Henrik Hedman Juan Pablo Montoya                     | Jon Bennett Colin Braun                                | –                                           | Bill Auberlen Robby Foley                            | Kwalifikacje Wyścig |
| 6     | Belle Isle   | #01 Cadillac Racing                                          | –                                                    | –                                                      | –                                           | #17 VasserSullivan                                   | Kwalifikacje Wyścig |
| 6     | Belle Isle   | Sébastien Bourdais Renger van der Zande                      | –                                                    | –                                                      | –                                           | Kyle Kirkwood Ben Barnicoat                          | Kwalifikacje Wyścig |
| 7     | Watkins Glen | #10 Konica Minolta Acura                                     | #52 PR1/Mathiasen Motorsports                        | #74 Riley Motorsports                                  | #23 Heart of Racing Team                    | #27 Heart of Racing Team                             | Kwalifikacje Wyścig |
| 7     | Watkins Glen | Filipe Albuquerque Ricky Taylor                              | Scott Huffaker Mikkel Jensen Ben Keating             | Kay van Berlo Felipe Fraga Gar Robinson                | Ross Gunn Alex Riberas                      | Roman De Angelis Ian James Maxime Martin             | Kwalifikacje Wyścig |
| 8     | Mosport      | #01 Cadillac Racing                                          | –                                                    | #54 CORE Autosport                                     | #9 Pfaff Motorsports                        | #27 Heart of Racing Team                             | Kwalifikacje Wyścig |
| 8     | Mosport      | Sébastien Bourdais Renger van der Zande                      | –                                                    | Jon Bennett Colin Braun                                | Matt Campbell Mathieu Jaminet               | Roman De Angelis Maxime Martin                       | Kwalifikacje Wyścig |
| 9     | Lime Rock    | –                                                            | –                                                    | –                                                      | #9 Pfaff Motorsports                        | #1 Paul Miller Racing                                | Kwalifikacje Wyścig |
| 9     | Lime Rock    | –                                                            | –                                                    | –                                                      | Matt Campbell Mathieu Jaminet               | Bryan Sellers Madison Snow                           | Kwalifikacje Wyścig |
| 10    | Road America | #10 Konica Minolta Acura                                     | #18 Era Motorsport                                   | #74 Riley Motorsports                                  | #14 VasserSullivan                          | #57 Winward Racing                                   | Kwalifikacje Wyścig |
| 10    | Road America | Filipe Albuquerque Ricky Taylor                              | Ryan Dalziel Dwight Merriman                         | Felipe Fraga Gar Robinson                              | Ben Barnicoat Jack Hawksworth               | Russell Ward Philip Ellis                            | Kwalifikacje Wyścig |
| 11    | VIR          | –                                                            | –                                                    | –                                                      | #9 Pfaff Motorsports                        | #57 Winward Racing                                   | Kwalifikacje Wyścig |
| 11    | VIR          | –                                                            | –                                                    | –                                                      | Matt Campbell Mathieu Jaminet               | Russell Ward Philip Ellis                            | Kwalifikacje Wyścig |
| 12    | Road Atlanta | #60 Meyer Shank Racing w/ Curb-Agajanian                     | #8 Tower Motorsport                                  | #36 Andretti Autosport                                 | #14 VasserSullivan                          | #66 Gradient Racing                                  | Wyniki szczegółowe  |
| 12    | Road Atlanta | Oliver Jarvis Tom Blomqvist Helio Castroneves                | John Farano Louis Delétraz Rui Pinto de Andrade      | Jarett Andretti Gabby Chaves Josh Burdon               | Jack Hawksworth Ben Barnicoat Kyle Kirkwood | Kyffin Simpson Till Bechtolsheimer Mario Farnbacher  | Wyniki szczegółowe  |

## Klasyfikacje
Punktacja w klasyfikacji sezonu
| Pozycja      | 1   | 2   | 3   | 4   | 5   | 6   | 7   | 8   | 9   | 10  | 11  | 12  | 13  | 14  | 15  | 16  | 17  | 18  | 19  | 20  | 21  | 22 | 23 | 24 | 25 | 26 | 27 | 28 | 29 | 30+ |
| ------------ | --- | --- | --- | --- | --- | --- | --- | --- | --- | --- | --- | --- | --- | --- | --- | --- | --- | --- | --- | --- | --- | -- | -- | -- | -- | -- | -- | -- | -- | --- |
| Kwalifikacje | 35  | 32  | 30  | 28  | 26  | 25  | 24  | 23  | 22  | 21  | 20  | 19  | 18  | 17  | 16  | 15  | 14  | 13  | 12  | 11  | 10  | 9  | 8  | 7  | 6  | 5  | 4  | 3  | 2  | 1   |
| Wyścig       | 350 | 320 | 300 | 280 | 260 | 250 | 240 | 230 | 220 | 210 | 200 | 190 | 180 | 170 | 160 | 150 | 140 | 130 | 120 | 110 | 100 | 90 | 80 | 70 | 60 | 50 | 40 | 30 | 20 | 10  |

Punktacja w klasyfikacji Michelin Endurance Cup
Punkty w tej klasyfikacji przyznawane są podczas wyścigu i po przekroczeniu linii mety na podstawie zajmowanych pozycji.
| Pozycja | 1 | 2 | 3 | P |
| ------- | - | - | - | - |
| Wyścig  | 5 | 4 | 3 | 2 |

### Daytona Prototype International (DPi)

#### Kierowcy
| Poz. | Kierowca                                | DAY | DAY | SEB | LBH | LGA | MOH | BEL | WGL | MOS | ELK | ATL | Punkty | MEC |
| Poz. | Kierowca                                | K   | W   | SEB | LBH | LGA | MOH | BEL | WGL | MOS | ELK | ATL | Punkty | MEC |
| ---- | --------------------------------------- | --- | --- | --- | --- | --- | --- | --- | --- | --- | --- | --- | ------ | --- |
| 1    | Tom Blomqvist Oliver Jarvis             | 4   | 1   | 5   | 4   | 2   | 2   | 2   | 2   | 2   | 4   | 1   | 3432   | 39  |
| 2    | Filipe Albuquerque Ricky Taylor         | 1   | 2   | 4   | 6   | 1   | 1   | 4   | 1   | 6   | 1   | 6   | 3346   | 39  |
| 3    | Sébastien Bourdais Renger van der Zande | 5   | 7   | 7   | 1   | 6   | 5   | 1   | 3   | 1   | 3   | 4   | 3220   | 31  |
| 4    | Alex Lynn Earl Bamber                   | 6   | 6   | 1   | 2   | 5   | 4   | 3   | 4   | 4   | 2   | 5   | 3191   | 30  |
| 5    | Pipo Derani                             | 7   | 4   | 3   | 5   | 3   | 3   | 6   | 5   | 3   | 6   | 2   | 3083   | 36  |
| 6    | Tristan Vautier Richard Westbrook       | 2   | 3   | 2   | 3   | 4   | 6   | 5   | 7   | 5   | 5   | 7   | 2979   | 37  |
| 7    | Tristan Nunez                           | 7   | 4   | 3   | 5   | 3   | 3   | –   | –   | –   | –   | –   | 1575   | 22  |
| 8    | Olivier Pla                             | –   | –   | –   | –   | –   | –   | 6   | 5   | 3   | 6   | 2   | 1508   | 14  |
| 9    | Mike Conway                             | 7   | 4   | 3   | –   | –   | –   | –   | 5   | –   | –   | 2   | 1266   | 36  |
| 10   | Loïc Duval                              | 2   | 3   | 2   | –   | –   | –   | –   | 7   | –   | –   | 7   | 1209   | 37  |
| 11   | Kamui Kobayashi Mike Rockenfeller       | 3   | 5   | 6   | –   | –   | –   | –   | 6   | –   | –   | 3   | 1165   | 28  |
| 12   | Jimmie Johnson                          | 3   | 5   | –   | –   | –   | –   | –   | 6   | –   | –   | 3   | 889    | 20  |
| 13   | Hélio Castroneves                       | 4   | 1   | –   | –   | –   | –   | –   | –   | –   | –   | 1   | 763    | 24  |
| 14   | Will Stevens                            | 1   | 2   | 4   | –   | –   | –   | –   | –   | –   | –   | –   | 665    | 22  |
| 15   | Scott Dixon                             | 5   | 7   | –   | –   | –   | –   | –   | –   | –   | –   | 4   | 572    | 18  |
| 16   | Ryan Hunter-Reay                        | –   | –   | 7   | –   | –   | –   | –   | –   | –   | –   | 5   | 567    | 14  |
| 17   | José María López                        | 3   | 5   | 6   | –   | –   | –   | –   | –   | –   | –   | –   | 566    | 17  |
| 18   | Simon Pagenaud                          | 4   | 1   | –   | –   | –   | –   | –   | –   | –   | –   | –   | 378    | 15  |
| 19   | Neel Jani                               | –   | –   | 1   | –   | –   | –   | –   | –   | –   | –   | –   | 378    | 9   |
| 20   | Alexander Rossi                         | 1   | 2   | –   | –   | –   | –   | –   | –   | –   | –   | –   | 355    | 13  |
| 21   | Ben Keating                             | 2   | 3   | –   | –   | –   | –   | –   | –   | –   | –   | –   | 332    | 13  |
| 22   | Brendon Hartley                         | –   | –   | –   | –   | –   | –   | –   | –   | –   | –   | 6   | 280    | 10  |
| 23   | Marcus Ericsson Kevin Magnussen         | 6   | 6   | –   | –   | –   | –   | –   | –   | –   | –   | –   | 275    | 8   |
| 24   | Álex Palou                              | 5   | 7   | –   | –   | –   | –   | –   | –   | –   | –   | –   | 266    | 11  |
| 25   | Stoffel Vandoorne                       | –   | –   | 5   | –   | –   | –   | –   | –   | –   | –   | –   | 285    | 6   |
| Poz. | Kierowca                                | DAY | DAY | SEB | LBH | LGA | MOH | BEL | WGL | MOS | ELK | ATL | Punkty | MEC |

| Legenda     | Legenda                  |
| Oznaczenie  | Wyjaśnienie              |
| ----------- | ------------------------ |
| Złoty       | Zwycięstwo               |
| Srebrny     | 2. miejsce               |
| Brązowy     | 3. miejsce               |
| Zielony     | Miejsce punktowane       |
| Różowy      | Nie ukończył             |
| Czarny      | Zdyskwalifikowany (DK)   |
| Czarny      | Wykluczony (WYK)         |
| Biały       | Nie wystartował (NW)     |
| Biały       | Wyścig odwołany (OD)     |
| Bez koloru  | Wycofany (WYC)           |
| Bez koloru  | Nie został zgłoszony (–) |
| Pogrubienie | Pole position            |

#### Zespoły
| Poz. | Zespół                                     | Samochód         | DAY | DAY | SEB | LBH | LGA | MOH | BEL | WGL | MOS | ELK | ATL | Punkty | MEC |
| Poz. | Zespół                                     | Samochód         | K   | W   | SEB | LBH | LGA | MOH | BEL | WGL | MOS | ELK | ATL | Punkty | MEC |
| ---- | ------------------------------------------ | ---------------- | --- | --- | --- | --- | --- | --- | --- | --- | --- | --- | --- | ------ | --- |
| 1    | #60 Meyer Shank Racing with Curb-Agajanian | Acura ARX-05     | 4   | 1   | 5   | 4   | 2   | 2   | 2   | 2   | 2   | 4   | 1   | 3432   | 39  |
| 2    | #10 Konica Minolta Acura                   | Acura ARX-05     | 1   | 2   | 4   | 6   | 1   | 1   | 4   | 1   | 6   | 1   | 6   | 3066   | 39  |
| 3    | #01 Cadillac Racing                        | Cadillac DPi-V.R | 5   | 7   | 7   | 1   | 6   | 5   | 1   | 3   | 1   | 3   | 4   | 3220   | 31  |
| 4    | #02 Cadillac Racing                        | Cadillac DPi-V.R | 6   | 6   | 1   | 2   | 5   | 4   | 3   | 4   | 4   | 2   | 5   | 3191   | 30  |
| 5    | #31 Whelen Engineering Racing              | Cadillac DPi-V.R | 7   | 4   | 3   | 5   | 3   | 3   | 6   | 5   | 3   | 6   | 2   | 3083   | 4   |
| 6    | #5 JDC-Miller MotorSports                  | Cadillac DPi-V.R | 2   | 3   | 2   | 3   | 4   | 6   | 5   | 7   | 5   | 5   | 7   | 2979   | 37  |
| 7    | #48 Ally Cadillac Racing                   | Cadillac DPi-V.R | 3   | 5   | 6   | –   | –   | –   | –   | 6   | –   | –   | 3   | 1165   | 28  |
| Poz. | Zespół                                     | Samochód         | DAY | DAY | SEB | LBH | LGA | MOH | BEL | WGL | MOS | ELK | ATL | Punkty | MEC |

#### Producenci
| Poz. | Producent | DAY | DAY | SEB | LBH | LGA | MOH | BEL | WGL | MOS | ELK | ATL | Punkty | MEC |
| Poz. | Producent | K   | W   | SEB | LBH | LGA | MOH | BEL | WGL | MOS | ELK | ATL | Punkty | MEC |
| ---- | --------- | --- | --- | --- | --- | --- | --- | --- | --- | --- | --- | --- | ------ | --- |
| 1    | Acura     | 1   | 1   | 4   | 4   | 1   | 1   | 2   | 1   | 2   | 1   | 1   | 3718   | 55  |
| 2    | Cadillac  | 2   | 3   | 1   | 1   | 3   | 3   | 1   | 3   | 1   | 2   | 2   | 3652   | 53  |
| Poz. | Producent | DAY | DAY | SEB | LBH | LGA | MOH | BEL | WGL | MOS | ELK | ATL | Punkty | MEC |

### Le Mans Prototype 2 (LMP2)

#### Kierowcy
| Poz. | Kierowca                                               | DAY | DAY | SEB | LGA | MOH | WGL | ELK | ATL | Punkty | MEC |
| Poz. | Kierowca                                               | K   | W   | SEB | LGA | MOH | WGL | ELK | ATL | Punkty | MEC |
| ---- | ------------------------------------------------------ | --- | --- | --- | --- | --- | --- | --- | --- | ------ | --- |
| 1    | John Farano                                            | 8   | 3   | 7   | 1   | 4   | 2   | 2   | 1   | 2018   | 36  |
| 2    | Ryan Dalziel Dwight Merriman                           | 10  | 10  | 3   | 2   | 5   | 7   | 1   | 5   | 1892   | 27  |
| 3    | Steven Thomas                                          | 2   | 7   | 4   | 5   | 2   | 6   | 4   | 3   | 1882   | 30  |
| 4    | Juan Pablo Montoya Henrik Hedman                       | –   | –   | 8   | 3   | 1   | 5   | 6   | 2   | 1878   | 23  |
| 5    | Dennis Andersen                                        | 4   | 9   | 6   | 6   | 3   | 4   | 3   | 4   | 1828   | 33  |
| 6    | Josh Pierson                                           | 2   | 7   | 4   | 4   | 6   | 6   | 5   | 3   | 1809   | 30  |
| 7    | Louis Delétraz                                         | 8   | 3   | 7   | 1   | –   | 2   | 2   | 1   | 1712   | 36  |
| 8    | Anders Fjordbach                                       | 4   | 9   | 6   | 6   | 3   | 4   | –   | 4   | 1500   | 33  |
| 9    | Jonathan Bomarito                                      | 2   | 7   | 4   | 5   | 2   | 6   | –   | –   | 1232   | 19  |
| 10   | Fabio Scherer                                          | 4   | 9   | 6   | –   | –   | 4   | 3   | 4   | 1225   | 33  |
| 11   | Ben Keating Scott Huffaker Mikkel Jensen               | 1   | 4   | 1   | –   | –   | 1   | –   | 6   | 1050   | 41  |
| 12   | Rui Andrade                                            | 8   | 3   | 7   | –   | –   | 2   | –   | 1   | 990    | 36  |
| 13   | Sebastián Montoya                                      | –   | –   | 8   | –   | –   | 5   | –   | 2   | 893    | 23  |
| 14   | Patrick Kelly                                          | –   | –   | –   | 4   | 6   | –   | 5   | –   | 889    | -   |
| 15   | Dylan Murry Frits van Eerd Giedo van der Garde         | 6   | 2   | 2   | –   | –   | 3   | –   | –   | 676    | 31  |
| 16   | Tristan Nunez                                          | –   | –   | –   | –   | –   | –   | 4   | 3   | 650    | 11  |
| 17   | Kyle Tilley                                            | 10  | 10  | 3   | –   | –   | 7   | –   | –   | 594    | 21  |
| 18   | Will Stevens                                           | –   | –   | –   | –   | 4   | –   | –   | –   | 306    | -   |
| 19   | Christian Rasmussen                                    | –   | –   | –   | –   | –   | –   | –   | 5   | 285    | 8   |
| 20   | James McGuire Guy Smith                                | 9   | 6   | 5   | –   | –   | –   | –   | –   | 284    | 14  |
| 21   | Duncan Tappy                                           | –   | –   | 5   | –   | –   | –   | –   | –   | 284    | 6   |
| -    | Devlin DeFrancesco Colton Herta Eric Lux Pato O'Ward   | 5   | 1   | –   | –   | –   | –   | –   | –   | 0      | 13  |
| -    | Rinus VeeKay                                           | 6   | 2   | –   | –   | –   | –   | –   | –   | 0      | 15  |
| -    | Ferdinand Habsburg                                     | 8   | 3   | –   | –   | –   | –   | –   | –   | 0      | 12  |
| -    | Nicolas Lapierre                                       | 1   | 4   | –   | –   | –   | –   | –   | –   | 0      | 13  |
| -    | François Heriau Ed Jones Oliver Rasmussen René Rast    | 3   | 5   | –   | –   | –   | –   | –   | –   | 0      | 8   |
| -    | Philip Hanson Will Owen                                | 9   | 6   | –   | –   | –   | –   | –   | –   | 0      | 8   |
| -    | Harry Tincknell                                        | 2   | 7   | –   | –   | –   | –   | –   | –   | 0      | 8   |
| -    | James Allen John Falb Luca Ghiotto Tijmen van der Helm | 7   | 8   | –   | –   | –   | –   | –   | –   | 0      | 8   |
| -    | Nico Müller                                            | 4   | 9   | –   | –   | –   | –   | –   | –   | 0      | 11  |
| -    | Paul-Loup Chatin                                       | 10  | 10  | –   | –   | –   | –   | –   | –   | 0      | 8   |
| Poz. | Kierowca                                               | DAY | DAY | SEB | LGA | MOH | WGL | ELK | ATL | Punkty | MEC |

#### Zespoły
| Poz. | Zespół                        | Samochód | DAY | DAY | SEB | LGA | MOH | WGL | ELK | ATL | Punkty | MEC |
| Poz. | Zespół                        | Samochód | K   | W   | SEB | LGA | MOH | WGL | ELK | ATL | Punkty | MEC |
| ---- | ----------------------------- | -------- | --- | --- | --- | --- | --- | --- | --- | --- | ------ | --- |
| 1    | #8 Tower Motorsport           | Oreca 07 | 8   | 3   | 7   | 1   | 4   | 2   | 2   | 1   | 2018   | 36  |
| 2    | #52 PR1/Mathiasen Motorsports | Oreca 07 | 1   | 4   | 1   | 4   | 6   | 1   | 5   | 6   | 1949   | 41  |
| 3    | #18 Era Motorsport            | Oreca 07 | 10  | 10  | 3   | 2   | 5   | 7   | 1   | 5   | 1892   | 27  |
| 4    | #11 PR1/Mathiasen Motorsports | Oreca 07 | 2   | 7   | 4   | 5   | 2   | 6   | 4   | 3   | 1882   | 30  |
| 5    | #81 DragonSpeed USA           | Oreca 07 | 5   | 1   | 8   | 3   | 1   | 5   | 6   | 2   | 1878   | 36  |
| 6    | #20 High Class Racing         | Oreca 07 | 4   | 9   | 6   | 6   | 3   | 4   | 3   | 4   | 1828   | 33  |
| 7    | #29 Racing Team Nederland     | Oreca 07 | 6   | 2   | 2   | –   | –   | 3   | –   | –   | 676    | 31  |
| 8    | #22 United Autosports         | Oreca 07 | 9   | 6   | 5   | –   | –   | –   | –   | –   | 284    | 14  |
| -    | #68 G-Drive Racing by APR     | Oreca 07 | 3   | 5   | –   | –   | –   | –   | –   | –   | 0      | 8   |
| -    | #69 G-Drive Racing by APR     | Oreca 07 | 7   | 8   | –   | –   | –   | –   | –   | –   | 0      | 8   |
| Poz. | Zespół                        | Samochód | DAY | DAY | SEB | LGA | MOH | WGL | ELK | ATL | Punkty | MEC |

#### Nagroda Jima Truemana
Zwycięzca tej nagrody otrzymał automatyczne zaproszenie na 24h Le Mans w 2023 roku.
| Poz. | Kierowca        | DAY | SEB | LGA | MOH | WGL | ELK | ATL | Punkty |
| ---- | --------------- | --- | --- | --- | --- | --- | --- | --- | ------ |
| 1    | John Farano     | 3   | 7   | 1   | 4   | 2   | 2   | 1   | 2160   |
| 2    | Dwight Merriman | 10  | 3   | 2   | 5   | 7   | 1   | 5   | 1940   |
| 3    | Steven Thomas   | 7   | 4   | 5   | 2   | 6   | 4   | 3   | 1930   |
| 4    | Dennis Andersen | 9   | 6   | 6   | 3   | 4   | 3   | 4   | 1880   |
| 5    | Henrik Hedman   | –   | 8   | 3   | 1   | 5   | 6   | 2   | 1710   |
| 6    | Ben Keating     | 4   | 1   | –   | –   | 1   | –   | 6   | 1230   |
| 7    | Frits van Eerd  | 2   | 2   | –   | –   | 3   | –   | –   | 940    |
| 8    | Patrick Kelly   | –   | –   | 4   | 6   | –   | 5   | –   | 790    |
| 9    | James McGuire   | 6   | 5   | –   | –   | –   | –   | –   | 510    |
| 10   | Eric Lux        | 1   | –   | –   | –   | –   | –   | –   | 350    |
| 11   | François Heriau | 5   | –   | –   | –   | –   | –   | –   | 260    |
| 12   | John Falb       | 8   | –   | –   | –   | –   | –   | –   | 230    |
| Poz. | Kierowca        | DAY | SEB | LGA | MOH | WGL | ELK | ATL | Punkty |

### Le Mans Prototype 3 (LMP3)

#### Kierowcy
Pierwsze 25 miejsc w klasyfikacji kierowców:
| Poz. | Kierowca                     | DAY | DAY | SEB | MOH | WGL | MOS | ELK | ATL | Punkty | MEC |
| Poz. | Kierowca                     | K   | W   | SEB | MOH | WGL | MOS | ELK | ATL | Punkty | MEC |
| ---- | ---------------------------- | --- | --- | --- | --- | --- | --- | --- | --- | ------ | --- |
| 1    | Jon Bennett Colin Braun      | NW  | 3   | 5   | 1   | 2   | 1   | 3   | 5   | 2002   | 32  |
| 2    | Gar Robinson                 | 8   | 1   | 7   | 4   | 1   | 5   | 1   | 4   | 1948   | 44  |
| 3    | Garett Grist                 | 7   | 7   | 2   | 2   | 6   | 3   | 4   | 2   | 1942   | 38  |
| 3    | Ari Balogh                   | –   | –   | 2   | 2   | 6   | 3   | 4   | 2   | 1942   | 30  |
| 4    | João Barbosa                 | 5   | 2   | 1   | 6   | 5   | 6   | 9   | 3   | 1790   | 38  |
| 5    | Jarett Andretti Gabby Chaves | 1   | 4   | 10  | 3   | 11  | 2   | 8   | 1   | 1764   | 35  |
| 6    | Orey Fidani                  | 3   | 5   | 4   | 8   | 9   | 4   | 2   | 7   | 1716   | 26  |
| 7    | Felipe Fraga                 | 8   | 1   | 7   | 4   | 1   | –   | 1   | 4   | 1653   | 44  |
| 8    | Malthe Jakobsen              | 5   | 2   | 1   | –   | 5   | –   | 9   | 3   | 1241   | 38  |
| 9    | Lance Willsey                | 5   | 2   | 1   | 6   | 5   | 6   | –   | –   | 1203   | 31  |
| 10   | Dakota Dickerson             | –   | –   | 2   | 5   | 7   | –   | 5   | –   | 1195   | 12  |
| 11   | Cameron Shields              | 6   | 6   | 3   | –   | 3   | –   | 6   | 8   | 1158   | 27  |
| 12   | Daniel Goldburg              | 7   | 7   | 3   | 7   | 3   | –   | –   | 8   | 1152   | 27  |
| 13   | Matthew Bell                 | 3   | 5   | 8   | –   | 8   | –   | 2   | 7   | 1115   | 26  |
| 14   | Josh Sarchet                 | –   | –   | –   | 5   | 7   | –   | 5   | 6   | 1102   | 10  |
| 15   | Kay van Berlo                | 8   | 1   | 7   | –   | 1   | –   | –   | 4   | 965    | 44  |
| 16   | Rasmus Lindh                 | 1   | 4   | 3   | 7   | 3   | –   | –   | –   | 922    | 23  |
| 17   | George Kurtz                 | NW  | 3   | 5   | –   | 2   | –   | –   | 5   | 921    | 32  |
| 18   | Josh Burdon                  | 1   | 4   | 10  | –   | 11  | –   | –   | 1   | 822    | 35  |
| 19   | Lars Kern                    | 3   | 5   | 4   | –   | 9   | –   | –   | 7   | 812    | 26  |
| 20   | Kyle Marcelli                | –   | –   | –   | –   | 9   | 4   | –   | 6   | 800    | 10  |
| 21   | Anthony Mantella             | –   | –   | 8   | –   | 8   | –   | –   | 6   | 755    | 16  |
| 22   | Nolan Siegel                 | 6   | 6   | –   | –   | 6   | –   | –   | 2   | 618    | 26  |
| 23   | Max Hanratty James Vance     | –   | –   | 6   | –   | 4   | –   | –   | –   | 593    | 10  |
| 24   | Scott Andrews                | –   | –   | –   | –   | –   | 5   | 7   | –   | 558    | -   |
| 25   | Kuno Wittmer                 | 3   | 5   | 4   | 8   | –   | –   | –   | –   | 556    | 16  |
| Poz. | Kierowca                     | DAY | DAY | SEB | MOH | WGL | MOS | ELK | ATL | Punkty | MEC |

#### Zespoły
| Poz. | Zespół                           | Samochód            | DAY | DAY | SEB | MOH | WGL | MOS | ELK | ATL | Punkty | MEC |
| Poz. | Zespół                           | Samochód            | K   | W   | SEB | MOH | WGL | MOS | ELK | ATL | Punkty | MEC |
| ---- | -------------------------------- | ------------------- | --- | --- | --- | --- | --- | --- | --- | --- | ------ | --- |
| 1    | #54 CORE Autosport               | Ligier JS P320      | NW  | 3   | 5   | 1   | 2   | 1   | 3   | 5   | 2002   | 26  |
| 2    | #74 Riley Motorsports            | Ligier JS P320      | 8   | 1   | 7   | 4   | 1   | 5   | 1   | 4   | 1948   | 44  |
| 3    | #30 Jr III Racing                | Ligier JS P320      | –   | –   | 2   | 2   | 6   | 3   | 4   | 2   | 1942   | 30  |
| 4    | #33 Sean Creech Motorsport       | Ligier JS P320      | 5   | 2   | 1   | 6   | 5   | 6   | 9   | 3   | 1790   | 38  |
| 5    | #36 Andretti Autosport           | Ligier JS P320      | 1   | 4   | 10  | 3   | 11  | 2   | 8   | 1   | 1764   | 35  |
| 6    | #13 AWA                          | Duqueine M30 - D-08 | 3   | 5   | 4   | 8   | 9   | 4   | 2   | 7   | 1716   | 26  |
| 7    | #38 Performance Tech Motorsports | Ligier JS P320      | 7   | 7   | 3   | 7   | 3   | –   | 6   | 8   | 1428   | 27  |
| 8    | #58 MLT Motorsports              | Ligier JS P320      | –   | –   | –   | 5   | 7   | –   | 5   | –   | 852    | 4   |
| 9    | #40 FastMD Racing                | Duqueine M30 - D-08 | –   | –   | 6   | –   | 4   | –   | –   | –   | 593    | 10  |
| 10   | #7 Forty7 Motorsports            | Duqueine M30 - D-08 | 4   | 8   | 8   | –   | 8   | –   | –   | –   | 505    | 18  |
| 11   | #6 Mühlner Motorsports America   | Duqueine M30 - D-08 | 2   | 9   | 9   | –   | 10  | –   | –   | –   | 481    | 18  |
| 12   | #90 JDC-Miller Motorsports       | Duqueine M30 - D-08 | –   | –   | –   | –   | –   | –   | 7   | –   | 263    | 0   |
| 13   | #13 AWA                          | Duqueine M30 - D-08 | –   | –   | –   | –   | –   | –   | –   | 6   | 250    | 6   |
| -    | #26 Mühlner Motorsports America  | Duqueine M30 - D-08 | 6   | 6   | –   | –   | –   | –   | –   |     | 0      | 8   |
| Poz. | Zespół                           | Samochód            | DAY | DAY | SEB | MOH | WGL | MOS | ELK | ATL | Punkty | MEC |

### GT Daytona Pro (GTD Pro)

#### Kierowcy
| Poz. | Kierowca                                                         | DAY | DAY | SEB | LBH | LGA | WGL | MOS | LIM | ELK | VIR | ATL | Punkty | MEC |
| Poz. | Kierowca                                                         | K   | W   | SEB | LBH | LGA | WGL | MOS | LIM | ELK | VIR | ATL | Punkty | MEC |
| ---- | ---------------------------------------------------------------- | --- | --- | --- | --- | --- | --- | --- | --- | --- | --- | --- | ------ | --- |
| 1    | Matt Campbell Mathieu Jaminet                                    | 2   | 1   | 5   | 5   | 1   | 3   | 1   | 1   | 2   | 1   | 3   | 3497   | 33  |
| 2    | Ben Barnicoat                                                    | 5   | 4   | 7   | 2   | 2   | 4   | 6   | 3   | 1   | 3   | 1   | 3277   | 32  |
| 3    | Antonio García Jordan Taylor                                     | 6   | 6   | 1   | 3   | 4   | 6   | 2   | 4   | 3   | 2   | 5   | 3194   | 33  |
| 4    | Ross Gunn Alex Riberas                                           | 4   | 13  | 11  | 1   | 5   | 1   | 3   | 2   | 4   | 4   | 4   | 3103   | 31  |
| 5    | Connor De Phillippi John Edwards                                 | 12  | 7   | 10  | 6   | 3   | 7   | 5   | 5   | 5   | 5   | 2   | 2872   | 29  |
| 6    | Jack Hawksworth                                                  | 5   | 4   | 7   | 2   | 2   | –   | –   | 3   | 1   | 3   | 1   | 2693   | 27  |
| 7    | Cooper MacNeil                                                   | 8   | 8   | 6   | 4   | 6   | 5   | 4   | –   | –   | –   | –   | 1701   | 18  |
| 7    | Cooper MacNeil                                                   | 9   | 11  | 3   | –   | –   | –   | –   | –   | –   | –   | –   | 1701   | 18  |
| 8    | Davide Rigon Daniel Serra                                        | 11  | 2   | 9   | –   | –   | 2   | –   | –   | –   | –   | 7   | 1213   | 35  |
| 9    | Kyle Kirkwood                                                    | 5   | 4   | –   | –   | –   | 4   | –   | –   | –   | –   | 1   | 999    | 26  |
| 10   | Felipe Nasr                                                      | 2   | 1   | 5   | –   | –   | –   | –   | –   | –   | –   | 3   | 992    | 28  |
| 11   | Nicky Catsburg                                                   | 6   | 6   | 1   | –   | –   | –   | –   | –   | –   | –   | 5   | 941    | 29  |
| 12   | Maro Engel                                                       | 9   | 11  | 3   | –   | –   | 5   | –   | –   | –   | –   |     | 826    | 22  |
| 13   | Daniel Juncadella                                                | 9   | 11  | –   | –   | 6   | –   | 4   | –   | –   | –   | –   | 809    | 11  |
| 14   | Augusto Farfus                                                   | 12  | 7   | 10  | –   | –   | 7   | –   | –   | –   | –   | –   | 767    | 21  |
| 15   | Jesse Krohn                                                      | 12  | 7   | –   | –   | –   | –   | –   | –   | –   | –   | 2   | 609    | 16  |
| 16   | James Calado                                                     | 11  | 2   | –   | –   | –   | –   | –   | –   | –   | –   | 7   | 608    | 23  |
| 17   | Mirko Bortolotti Andrea Caldarelli Marco Mapelli                 | 1   | 12  | 2   | –   | –   | –   | –   | –   | –   | –   | –   | 577    | 18  |
| 18   | Mikaël Grenier                                                   | –   | –   | –   | –   | –   | 5   | –   | –   | –   | –   | 6   | 559    | 10  |
| 19   | Jules Gounon                                                     | 9   | 11  | 3   | –   | –   | –   | –   | –   | –   | –   | –   | 542    | 18  |
| 20   | Philipp Eng Marco Wittmann Nick Yelloly                          | 13  | 9   | 4   | –   | –   | –   | –   | –   | –   | –   | –   | 542    | 18  |
| 21   | Julien Andlauer Alessio Picariello                               | 8   | 8   | 6   | –   | –   | –   | –   | –   | –   | –   | –   | 524    | 14  |
| 22   | Maxime Martin                                                    | 4   | 13  | 11  | –   | –   | –   | –   | –   | –   | –   | –   | 436    | 14  |
| 23   | Alessandro Pier Guidi                                            | 11  | 2   | –   | –   | –   | –   | –   | –   | –   | –   | –   | 340    | 13  |
| 24   | Alexandre Imperatori Dennis Olsen Patrick Pilet Laurens Vanthoor | 10  | 3   | –   | –   | –   | –   | –   | –   | –   | –   | –   | 321    | 17  |
| 25   | Tom Gamble                                                       | –   | –   | –   | –   | –   | –   | –   | –   | –   | –   | 4   | 312    | 8   |
| 26   | Raffaele Marciello                                               | –   | –   | –   | 4   | –   | –   | –   | –   | –   | –   | –   | 306    | -   |
| 27   | Patrick Assenheimer Austin Cindric Dirk Müller                   | 3   | 5   | –   | –   | –   | –   | –   | –   | –   | –   | –   | 290    | 10  |
| 28   | Kamui Kobayashi                                                  | –   | –   | –   | –   | –   | –   | 6   | –   | –   | –   | –   | 276    | -   |
| 29   | Maximilian Götz Maximilian Buhk                                  | –   | –   | –   | –   | –   | –   | –   | –   | –   | –   | 6   | 275    | 6   |
| 30   | Aaron Telitz                                                     | –   | –   | 7   | –   | –   | –   | –   | –   | –   | –   | –   | 265    | 6   |
| 31   | Edward Cheever                                                   | –   | –   | 9   | –   | –   | –   | –   | –   | –   | –   | –   | 255    | 6   |
| 32   | Matteo Cairoli                                                   | 8   | 8   | –   | –   | –   | –   | –   | –   | –   | –   | –   | 253    | 8   |
| 33   | Ashton Harrison Tom Long Kyle Marcelli                           | –   | –   | 8   | –   | –   | –   | –   | –   | –   | –   | –   | 252    | 6   |
| 34   | Sheldon van der Linde                                            | 13  | 9   | –   | –   | –   | –   | –   | –   | –   | –   | –   | 238    | 8   |
| 35   | Tommy Milner Marco Sørensen Nick Tandy                           | 7   | 10  | –   | –   | –   | –   | –   | –   | –   | –   | –   | 234    | 8   |
| 36   | Rolf Ineichen                                                    | 1   | 12  | –   | –   | –   | –   | –   | –   | –   | –   | –   | 225    | 8   |
| Poz. | Kierowca                                                         | DAY | DAY | SEB | LBH | LGA | WGL | MOS | LIM | ELK | VIR | ATL | Punkty | MEC |

#### Zespoły
| Poz. | Zespół                               | Samochód                               | DAY | DAY | SEB | LBH | LGA | WGL | MOS | LIM | ELK | VIR | ATL | Punkty | MEC |
| Poz. | Zespół                               | Samochód                               | K   | W   | SEB | LBH | LGA | WGL | MOS | LIM | ELK | VIR | ATL | Punkty | MEC |
| ---- | ------------------------------------ | -------------------------------------- | --- | --- | --- | --- | --- | --- | --- | --- | --- | --- | --- | ------ | --- |
| 1    | #9 Pfaff Motorsports                 | Porsche 911 GT3 R                      | 2   | 1   | 5   | 5   | 1   | 3   | 1   | 1   | 2   | 1   | 3   | 3497   | 33  |
| 2    | #14 Vasser Sullivan Racing           | Lexus RC F GT3                         | 5   | 4   | 7   | 2   | 2   | 4   | 6   | 3   | 1   | 3   | 1   | 3277   | 32  |
| 3    | #3 Corvette Racing                   | Chevrolet Corvette C8.R GTD            | 6   | 6   | 1   | 3   | 4   | 6   | 2   | 4   | 3   | 2   | 5   | 3194   | 33  |
| 4    | #23 Heart of Racing Team             | Aston Martin Vantage AMR GT3           | 4   | 13  | 11  | 1   | 5   | 1   | 3   | 2   | 4   | 4   | 4   | 3103   | 31  |
| 5    | #25 BMW M Team RLL                   | BMW M4 GT3                             | 12  | 7   | 10  | 6   | 3   | 7   | 5   | 5   | 5   | 5   | 2   | 2872   | 29  |
| 6    | #79 WeatherTech Racing               | Porsche 911 GT3 R Mercedes-AMG GT3 Evo | 8   | 8   | 6   | 4   | 6   | 5   | 4   | –   | –   | –   | 6   | 1976   | 24  |
| 7    | #62 Risi Competizione                | Ferrari 488 GT3 Evo 2020               | 11  | 2   | 9   | –   | –   | 2   | –   | –   | –   | –   | 7   | 1213   | 35  |
| 8    | #63 TR3 Racing                       | Lamborghini Huracán GT3 Evo            | 1   | 12  | 2   | –   | –   | –   | –   | –   | –   | –   | –   | 577    | 18  |
| 9    | #97 WeatherTech Racing               | Mercedes-AMG GT3 Evo                   | 9   | 11  | 3   | –   | –   | –   | –   | –   | –   | –   | –   | 542    | 18  |
| 10   | #24 BMW M Team RLL                   | BMW M4 GT3                             | 13  | 9   | 4   | –   | –   | –   | –   | –   | –   | –   | –   | 542    | 18  |
| 11   | #2 KCMG                              | Porsche 911 GT3 R                      | 10  | 3   | –   | –   | –   | –   | –   | –   | –   | –   | –   | 321    | 17  |
| 12   | #15 Proton USA                       | Mercedes-AMG GT3 Evo                   | 3   | 5   | –   | –   | –   | –   | –   | –   | –   | –   | –   | 290    | 10  |
| 13   | #93 Racers Edge Motorsports with WTR | Acura NSX GT3 Evo 22                   | –   | –   | 8   | –   | –   | –   | –   | –   | –   | –   | –   | 252    | 6   |
| 14   | #4 Corvette Racing                   | Chevrolet Corvette C8.R GTD            | 7   | 10  | –   | –   | –   | –   | –   | –   | –   | –   | –   | 234    | 8   |
| Poz. | Zespół                               | Samochód                               | DAY | DAY | SEB | LBH | LGA | WGL | MOS | LIM | ELK | VIR | ATL | Punkty | MEC |

#### Producenci
| Poz. | Producent    | DAY | DAY | SEB | LBH | LGA | WGL | MOS | LIM | ELK | VIR | ATL | Punkty | MEC |
| Poz. | Producent    | K   | W   | SEB | LBH | LGA | WGL | MOS | LIM | ELK | VIR | ATL | Punkty | MEC |
| ---- | ------------ | --- | --- | --- | --- | --- | --- | --- | --- | --- | --- | --- | ------ | --- |
| 1    | Porsche      | 2   | 1   | 5   | 5   | 1   | 3   | 1   | 1   | 2   | 1   | 3   | 3497   | 39  |
| 2    | Lexus        | 7   | 4   | 7   | 2   | 2   | 4   | 6   | 3   | 1   | 3   | 1   | 3307   | 34  |
| 3    | Chevrolet    | 8   | 6   | 1   | 3   | 4   | 6   | 2   | 4   | 3   | 2   | 5   | 3204   | 33  |
| 4    | Aston Martin | 6   | 13  | 11  | 1   | 5   | 1   | 3   | 2   | 4   | 4   | 4   | 3137   | 31  |
| 5    | BMW          | 12  | 7   | 4   | 6   | 3   | 7   | 5   | 5   | 5   | 5   | 2   | 2957   | 33  |
| 6    | Mercedes-AMG | 3   | 5   | 3   | 4   | 6   | 5   | 4   | –   | –   | –   | 6   | 2084   | 30  |
| 7    | Ferrari      | 11  | 2   | 9   | –   | –   | 2   | –   | –   | –   | –   | 7   | 1227   | 36  |
| 8    | Lamborghini  | 1   | 12  | 2   | –   | –   | –   | –   | –   | –   | –   | –   | 627    | 18  |
| 9    | Acura        | –   | –   | 8   | –   | –   | –   | –   | –   | –   | –   | –   | 263    | 6   |
| Poz. | Producent    | DAY | DAY | SEB | LBH | LGA | WGL | MOS | LIM | ELK | VIR | ATL | Punkty | MEC |

### Grand Touring Daytona (GTD)

#### Kierowcy
Pierwsze 30 miejsc w klasyfikacji kierowców:
| Poz. | Zespół                                      | DAY | DAY | SEB | LBH | LGA | MOH | BEL | WGL | MOS | LIM | ELK | VIR | ATL | Punkty | WTSC | MEC |
| Poz. | Zespół                                      | K   | W   | SEB | LBH | LGA | MOH | BEL | WGL | MOS | LIM | ELK | VIR | ATL | Punkty | WTSC | MEC |
| ---- | ------------------------------------------- | --- | --- | --- | --- | --- | --- | --- | --- | --- | --- | --- | --- | --- | ------ | ---- | --- |
| 1    | Roman De Angelis                            | 21  | 9   | 15  | 12  | 7   | 8   | 2   | 1   | 1   | 2   | 6   | 2   | 7   | 2898   | 2447 | 30  |
| 2    | Ryan Hardwick Jan Heylen                    | 11  | 1   | 10  | 5   | 1   | 9   | 7   | 6   | –   | 6   | 7   | 5   | 4   | 2875   | 1963 | 30  |
| 3    | Stevan McAleer                              | 5   | 3   | 2   | 6   | 5   | 6   | 5   | 10  | –   | 4   | 8   | 8   | 6   | 2860   | 1950 | 27  |
| 4    | Bill Auberlen Robby Foley                   | 20  | 18  | 4   | 4   | 3   | 1   | 8   | 3   | 4   | 10  | 10  | 7   | 3   | 2785   | 2294 | 29  |
| 5    | Philip Ellis Russell Ward                   | 1   | 6   | 12  | 14  | 14  | 5   | 10  | 11  | 2   | 5   | 1   | 1   | 11  | 2714   | 2317 | 27  |
| 6    | Bryan Sellers Madison Snow                  | –   | –   | 16  | 1   | 4   | 2   | 3   | 13  | 5   | 1   | 4   | 3   | 5   | 2679   | 2673 | 20  |
| 7    | Robert Megennis Jeff Westphal               | 8   | 17  | 13  | 11  | 2   | 4   | 6   | 7   | –   | 3   | 2   | 11  | 15  | 2651   | 2054 | 25  |
| 8    | Frankie Montecalvo                          | 3   | 15  | 7   | 3   | 8   | 3   | 4   | 16  | 6   | 8   | 3   | 4   | 13  | 2602   | 2372 | 24  |
| 9    | Mike Skeen                                  | 5   | 3   | 2   | 6   | –   | 6   | 5   | 10  | –   | 4   | 8   | 8   | 6   | 2577   | 1667 | 27  |
| 10   | Aaron Telitz                                | 3   | 15  | –   | 3   | 8   | 3   | 4   | 16  | 6   | 8   | 3   | 4   | 13  | 2341   | 2372 | 18  |
| 11   | Maxime Martin                               | –   | –   | –   | 12  | 7   | 8   | –   | 1   | 1   | 2   | 6   | 2   | 7   | 2137   | 2095 | 13  |
| 12   | Brendan Iribe                               | 7   | 5   | 5   | 9   | 13  | 11  | –   | 2   | –   | –   | –   | –   | 2   | 1644   | 661  | 44  |
| 13   | Jaden Conwright                             | 18  | 16  | 17  | –   | 6   | –   | –   | 12  | –   | –   | 5   | 13  | 9   | 1526   | 765  | 24  |
| 14   | Jordan Pepper                               | 7   | 5   | 5   | –   | –   | 11  | –   | 2   | –   | –   | –   | –   | 2   | 1445   | 221  | 44  |
| 15   | Ryan Eversley Aidan Read                    | –   | –   | –   | 8   | 12  | 10  | 9   | –   | 3   | 9   | 9   | 9   | –   | 1427   | 2004 | -   |
| 16   | Rob Ferriol Katherine Legge                 | 14  | 10  | 8   | 7   | 10  | –   | –   | 14  | –   | –   | –   | 10  | 12  | 1292   | 715  | 24  |
| 17   | Andy Lally John Potter                      | 9   | 2   | 6   | –   | –   | –   | –   | 5   | –   | –   | –   | 12  | 14  | 1284   | 208  | 26  |
| 18   | Marco Holzer                                | –   | –   | –   | –   | 6   | –   | –   | 12  | –   | –   | 5   | 13  | 9   | 1205   | 765  | 10  |
| 19   | Zacharie Robichon                           | 11  | 1   | 10  | –   | –   | –   | –   | 6   | –   | –   | –   | –   | 4   | 1191   | -    | 30  |
| 20   | Luís Pérez Companc Simon Mann Toni Vilander | 17  | 4   | 3   | –   | –   | –   | –   | 8   | –   | –   | –   | –   | 8   | 1119   | -    | 35  |
| 21   | Richard Heistand                            | 3   | 15  | 7   | –   | –   | 7   | –   | 16  | –   | –   | –   | –   | 13  | 1103   | 264  | 24  |
| 22   | Roberto Lacorte Giorgio Sernagiotto         | 12  | 14  | 1   | –   | –   | –   | –   | 4   | –   | –   | –   | –   | 10  | 1101   | -    | 27  |
| 23   | Michael Dinan                               | 20  | 18  | 4   | –   | –   | –   | –   | 3   | –   | –   | –   | –   | 3   | 1100   | -    | 29  |
| 24   | Spencer Pumpelly                            | 9   | 2   | 6   | –   | –   | –   | –   | 5   | –   | –   | –   | –   | –   | 1076   | -    | 26  |
| 25   | Ian James                                   | 21  | 9   | 15  | –   | –   | –   | –   | 1   | –   | –   | –   | –   | 7   | 1048   | -    | 30  |
| 26   | Mario Farnbacher                            | 16  | 13  | 11  | 2   | –   | –   | –   | 9   | –   | –   | –   | –   | 1   | 1003   | 346  | 28  |
| 26   | Till Bechtolsheimer Kyffin Simpson          | 16  | 13  | 11  | –   | –   | –   | –   | 9   | –   | –   | –   | –   | 1   | 1003   | -    | 28  |
| 27   | Ollie Millroy                               | 7   | 5   | 5   | –   | –   | –   | –   | 2   | –   | –   | –   | –   | –   | 884    | -    | 31  |
| 28   | Antonio Fuoco                               | 12  | 14  | 1   | –   | –   | –   | –   | 4   | –   | –   | –   | –   | –   | 870    | -    | 21  |
| 29   | Corey Lewis                                 | 8   | 17  | 13  | –   | –   | –   | –   | 7   | –   | –   | –   | –   | 15  | 817    | -    | 25  |
| 30   | Dirk Müller                                 | –   | –   | –   | –   | 5   | –   | –   | 10  | –   | –   | –   | –   | 5   | 803    | 283  | 10  |
| Poz. | Kierowca                                    | DAY | DAY | SEB | LBH | LGA | MOH | BEL | WGL | MOS | LIM | ELK | VIR | ATL | Punkty | WTSC | MEC |

#### Zespoły
| Poz. | Zespół                                                     | Samochód                     | DAY | DAY | SEB | LBH | LGA | MOH | BEL | WGL | MOS | LIM | ELK | VIR | ATL | Punkty | WTSC | MEC |
| Poz. | Zespół                                                     | Samochód                     | K   | W   | SEB | LBH | LGA | MOH | BEL | WGL | MOS | LIM | ELK | VIR | ATL | Punkty | WTSC | MEC |
| ---- | ---------------------------------------------------------- | ---------------------------- | --- | --- | --- | --- | --- | --- | --- | --- | --- | --- | --- | --- | --- | ------ | ---- | --- |
| 1    | #27 Heart of Racing Team                                   | Aston Martin Vantage AMR GT3 | 21  | 9   | 15  | 12  | 7   | 8   | 2   | 1   | 1   | 2   | 6   | 2   | 7   | 2898   | 2447 | 30  |
| 2    | #16 Wright Motorsports                                     | Porsche 911 GT3 R            | 11  | 1   | 10  | 5   | 1   | 9   | 7   | 6   | –   | 6   | 7   | 5   | 4   | 2875   | 1963 | 30  |
| 3    | #32 Gilbert Korthoff Motorsports Team Korthoff Motorsports | Mercedes-AMG GT3 Evo         | 5   | 3   | 2   | 6   | 5   | 6   | 5   | 10  | –   | 4   | 8   | 8   | 6   | 2860   | 1950 | 27  |
| 4    | #96 Turner Motorsport                                      | BMW M4 GT3                   | 20  | 18  | 4   | 4   | 3   | 1   | 8   | 3   | 4   | 10  | 10  | 7   | 3   | 2785   | 2294 | 29  |
| 5    | #57 Winward Racing                                         | Mercedes-AMG GT3 Evo         | 1   | 6   | 12  | 14  | 14  | 5   | 10  | 11  | 2   | 5   | 1   | 1   | 11  | 2714   | 2317 | 27  |
| 6    | #1 Paul Miller Racing                                      | BMW M4 GT3                   | –   | –   | 16  | 1   | 4   | 2   | 3   | 13  | 5   | 1   | 4   | 3   | 5   | 2679   | 2673 | 20  |
| 7    | #39 CarBahn Motorsports with Peregrine Racing              | Lamborghini Huracán GT3 Evo  | 8   | 17  | 13  | 11  | 2   | 4   | 6   | 7   | –   | 3   | 2   | 4   | 15  | 2651   | 2054 | 25  |
| 8    | #12 VasserSullivan                                         | Lexus RC F GT3               | 3   | 15  | 7   | 3   | 8   | 3   | 4   | 16  | 6   | 8   | 3   | 4   | 13  | 2602   | 2372 | 24  |
| 9    | #70 Inception Racing                                       | McLaren 720S GT3             | 7   | 5   | 5   | 9   | 13  | 11  | –   | 2   | –   | –   | –   | –   | 2   | 1644   | 661  | 44  |
| 10   | #42 NTE Sport/SSR                                          | Lamborghini Huracán GT3 Evo  | 18  | 16  | 17  | –   | 6   | –   | –   | 12  | –   | –   | 5   | 13  | 9   | 1526   | 765  | 24  |
| 11   | #51 Rick Ware Racing                                       | Acura NSX GT3 Evo 22         | –   | –   | –   | 8   | 12  | 10  | 9   | –   | 3   | 9   | 9   | 9   | –   | 1427   | 2004 | -   |
| 12   | #99 Team Hardpoint                                         | Porsche 911 GT3 R            | 14  | 10  | 8   | 7   | 10  | –   | –   | 14  | –   | –   | –   | 10  | 12  | 1292   | 715  | 24  |
| 13   | #44 Magnus Racing                                          | Aston Martin Vantage AMR GT3 | 9   | 2   | 6   | –   | –   | –   | –   | 5   | –   | –   | –   | 12  | 14  | 1284   | 208  | 26  |
| 14   | #21 AF Corse                                               | Ferrari 488 GT3 Evo 2020     | 17  | 4   | 3   | –   | –   | –   | –   | 8   | –   | –   | –   | –   | 8   | 1119   | -    | 35  |
| 15   | #47 Cetilar Racing                                         | Ferrari 488 GT3 Evo 2020     | 12  | 14  | 1   | –   | –   | –   | –   | 4   | –   | –   | –   | –   | 10  | 1101   | -    | 27  |
| 16   | #66 Gradient Racing                                        | Acura NSX GT3 Evo 22         | 16  | 13  | 11  | 2   | –   | –   | –   | 9   | –   | –   | –   | –   | 1   | 1003   | 346  | 28  |
| 17   | #79 WeatherTech Racing                                     | Mercedes-AMG GT3 Evo         | –   | –   | –   | –   | –   | –   | –   | –   | –   | 7   | 11  | 6   | –   | 756    | 756  | -   |
| 18   | #17 VasserSullivan                                         | Lexus RC F GT3               | –   | –   | –   | –   | –   | 7   | 1   | –   | –   | –   | –   | –   | –   | 649    | 649  | -   |
| 19   | #28 Alegra Motorsports                                     | Mercedes-AMG GT3 Evo         | 6   | 20  | 9   | –   | 9   | –   | –   | –   | –   | –   | –   | –   | –   | 620    | 241  | 18  |
| 20   | #59 Crucial Motorsports                                    | McLaren 720S GT3             | 2   | 19  | 14  | 13  | –   | –   | –   | 15  | –   | –   | –   | –   | –   | 524    | 210  | 18  |
| 21   | #34 GMG Racing                                             | Porsche 911 GT3 R            | 15  | 22  | –   | 10  | 11  | –   | –   | –   | –   | –   | –   | –   | –   | 323    | 444  | 8   |
| 22   | #64 Team TGM                                               | Porsche 911 GT3 R            | 19  | 7   | –   | –   | –   | –   | –   | –   | –   | –   | –   | –   | –   | 252    | -    | 8   |
| 23   | #71 T3 Motorsport North America                            | Lamborghini Huracán GT3 Evo  | 22  | 8   | –   | –   | –   | –   | –   | –   | –   | –   | –   | –   | –   | 239    | -    | 8   |
| 24   | #19 TR3 Racing                                             | Lamborghini Huracán GT3 Evo  | 13  | 11  | –   | –   | –   | –   | –   | –   | –   | –   | –   | –   | –   | 218    | -    | 8   |
| 25   | #98 Northwest AMR                                          | Aston Martin Vantage AMR GT3 | 10  | 12  | –   | –   | –   | –   | –   | –   | –   | –   | –   | –   | –   | 211    | -    | 8   |
| 26   | #75 SunEnergy1 Racing                                      | Mercedes-AMG GT3 Evo         | 4   | 21  | –   | –   | –   | –   | –   | –   | –   | –   | –   | –   | –   | 128    | -    | 8   |
| Poz. | Zespół                                                     | Samochód                     | DAY | DAY | SEB | LBH | LGA | MOH | BEL | WGL | MOS | LIM | ELK | VIR | ATL | Punkty | WTSC | MEC |

#### Producenci
| Poz. | Producent    | DAY | DAY | SEB | LBH | LGA | MOH | BEL | WGL | MOS | LIM | ELK | VIR | ATL | Punkty | WTSC | MEC |
| Poz. | Producent    | K   | W   | SEB | LBH | LGA | MOH | BEL | WGL | MOS | LIM | ELK | VIR | ATL | Punkty | WTSC | MEC |
| ---- | ------------ | --- | --- | --- | --- | --- | --- | --- | --- | --- | --- | --- | --- | --- | ------ | ---- | --- |
| 1    | BMW          | 20  | 18  | 4   | 1   | 3   | 1   | 3   | 3   | 4   | 1   | 4   | 3   | 3   | 3307   | 2763 | 33  |
| 2    | Mercedes-AMG | 1   | 3   | 2   | 6   | 5   | 5   | 5   | 10  | 2   | 4   | 1   | 1   | 5   | 3235   | 2641 | 33  |
| 3    | Aston Martin | 9   | 2   | 6   | 12  | 7   | 8   | 2   | 1   | 1   | 2   | 6   | 2   | 6   | 3193   | 2550 | 32  |
| 4    | Porsche      | 11  | 1   | 8   | 5   | 1   | 9   | 7   | 6   | –   | 6   | 7   | 5   | 5   | 3004   | 2067 | 30  |
| 5    | Lamborghini  | 8   | 8   | 13  | 11  | 2   | 4   | 6   | 5   | –   | 3   | 2   | 11  | 8   | 2971   | 2178 | 25  |
| 6    | Lexus        | 3   | 15  | 7   | 3   | 8   | 3   | 1   | 16  | 6   | 8   | 3   | 4   | 9   | 2939   | 2525 | 25  |
| 7    | Acura        | 16  | 13  | 11  | 2   | 12  | 10  | 9   | 9   | 3   | 9   | 9   | 9   | 1   | 2761   | 2284 | 29  |
| 8    | McLaren      | 2   | 5   | 5   | 9   | 13  | 11  | –   | 2   | –   | –   | –   | –   | 2   | 1790   | 787  | 44  |
| 9    | Ferrari      | 12  | 4   | 1   | –   | –   | –   | –   | 4   | –   | –   | –   | –   | 7   | 1254   | -    | 37  |
| Poz. | Zespół       | DAY | DAY | SEB | LBH | LGA | MOH | BEL | WGL | MOS | LIM | ELK | VIR | ATL | Punkty | WTSC | MEC |

#### Nagroda Boba Akina
Zwycięzca tej nagrody otrzymał automatyczne zaproszenie na 24h Le Mans w 2023 roku.
| Poz. | Kierowca            | DAY | SEB | LBH | LGA | MOH | BEL | WGL | MOS | LIM | ELK | VIR | ATL | Punkty |
| ---- | ------------------- | --- | --- | --- | --- | --- | --- | --- | --- | --- | --- | --- | --- | ------ |
| 1    | Ryan Hardwick       | 1   | 7   | 1   | 1   | 2   | 1   | 4   | –   | 1   | 1   | 1   | 3   | 3590   |
| 2    | Brendan Iribe       | 4   | 3   | 3   | 4   | 3   | –   | 1   | –   | –   | –   | –   | 2   | 2130   |
| 3    | Rob Ferriol         | 6   | 6   | 2   | 2   | –   | –   | 8   | –   | –   | –   | 2   | 7   | 1930   |
| 4    | John Potter         | 2   | 4   | –   | –   | –   | –   | 3   | –   | –   | –   | 3   | 9   | 1420   |
| 5    | Richard Heistand    | 11  | 5   | –   | –   | 1   | –   | 9   | –   | –   | –   | –   | 8   | 1260   |
| 6    | Luís Pérez Companc  | 2   | 4   | –   | –   | –   | –   | 5   | –   | –   | –   | –   | 4   | 1160   |
| 7    | Roberto Lacorte     | 10  | 1   | –   | –   | –   | –   | 2   | –   | –   | –   | –   | 6   | 1130   |
| 8    | Till Bechtolsheimer | 9   | 8   | –   | –   | –   | –   | 6   | –   | –   | –   | –   | 1   | 1050   |
| 9    | Don Yount           | 12  | 9   | –   | –   | –   | –   | 7   | –   | –   | –   | –   | 5   | 910    |
| 10   | James Sofronas      | 15  | –   | 4   | 3   | –   | –   | –   | –   | –   | –   | –   | –   | 740    |
| 10   | Kyle Washington     | 15  | –   | 4   | 3   | –   | –   | –   | –   | –   | –   | –   | –   | 740    |
| 11   | Hugh Plumb          | 5   | –   | –   | –   | –   | –   | –   | –   | –   | –   | –   | –   | 260    |
| 11   | Ted Giovanis        | 5   | –   | –   | –   | –   | –   | –   | –   | –   | –   | –   | –   | 260    |
| 12   | Bill Sweedler       | 7   | –   | –   | –   | –   | –   | –   | –   | –   | –   | –   | –   | 240    |
| 12   | John Megrue         | 7   | –   | –   | –   | –   | –   | –   | –   | –   | –   | –   | –   | 240    |
| 13   | Paul Dalla Lana     | 8   | –   | –   | –   | –   | –   | –   | –   | –   | –   | –   | –   | 230    |
| 14   | Lance Bergstein     | 13  | –   | –   | –   | –   | –   | –   | –   | –   | –   | –   | –   | 180    |
| 15   | Kenny Habul         | 14  | –   | –   | –   | –   | –   | –   | –   | –   | –   | –   | –   | 170    |
| Poz. | Kierowca            | DAY | SEB | LBH | LGA | MOH | BEL | WGL | MOS | LIM | ELK | VIR | ATL | Punkty |